# No Cav

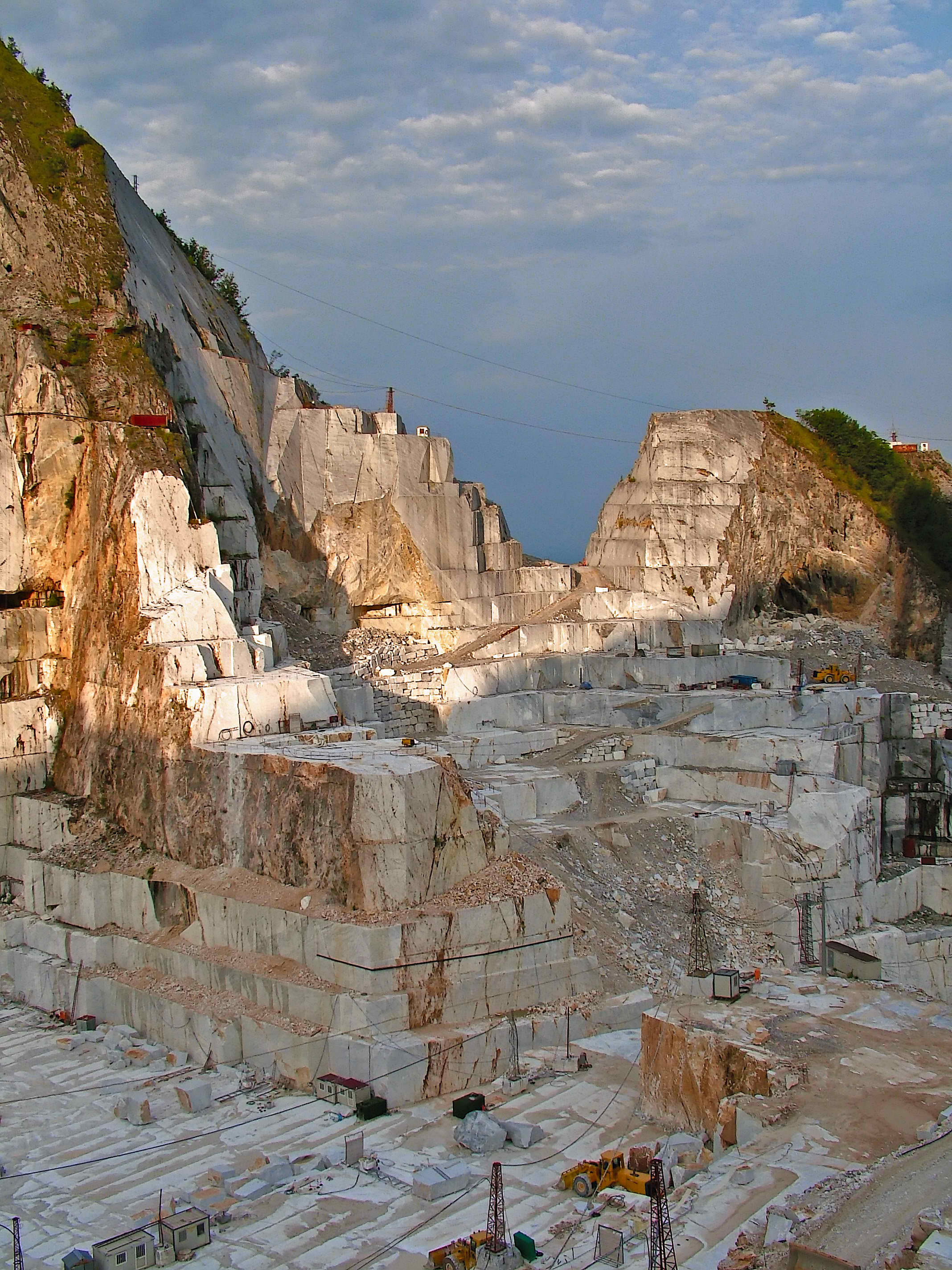
Cava di Gioia (Carrara) y la correspondiente modificación irreversible de la forma de la cumbre

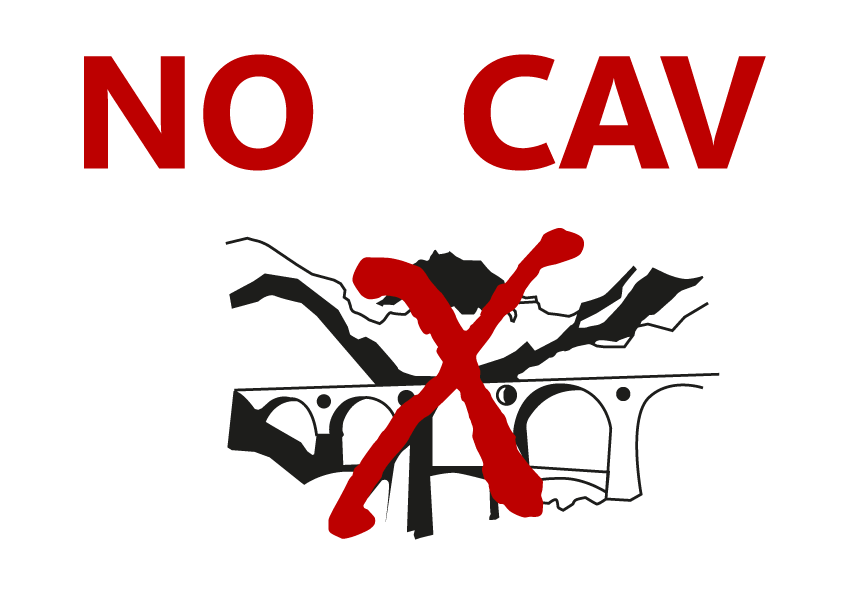
Logo NO CAV

No Cav es un término periodístico utilizado para indicar un gran movimiento de protesta italiano surgido a principios del siglo XXI y formado por asociaciones y grupos de ciudadanos unidos por la crítica a las canteras de mármol de Carrara en los Alpes Apuanos.

## Nombre y símbolo

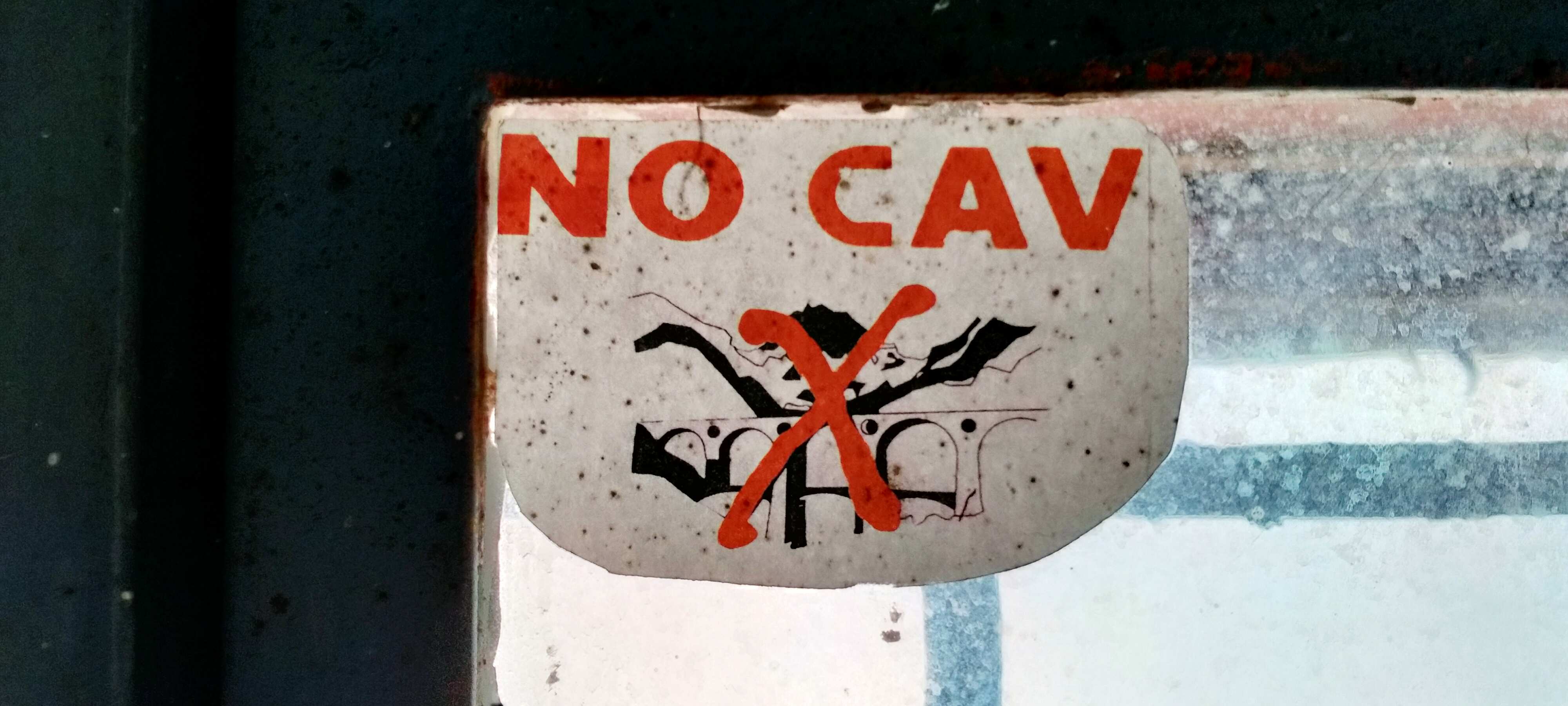
Pegatina No Cav en el vivac de Aronte (Passo della Focolaccia, Alpes Apuanos)

No Cav, abreviatura de "No Cave" (No Canteras, en italiano) se utilizó por primera vez en 2014 en un artículo del periódico Il Tirreno para definir a los activistas que habían participado en una manifestación de la asociación Salviamo le Apuane.
El símbolo de No Cav consiste en una representación estilizada en blanco y negro del viaducto de Vara de los Ferrocarriles Privados Marmifero de Carrara  tachado por una gran X roja, sobre la que se encuentra la expresión "NO CAV", también roja, todo ello sobre un fondo blanco.
Este símbolo, cuyo diseño gráfico recuerda al del movimiento No TAV, no hizo su aparición hasta 2020, durante una manifestación organizada por el ecologista Gianluca Briccolani, que al año siguiente, junto con Claudio Grandi y otros, fundaría la asociación apuane Libere.
Este símbolo y la definición de "No Cav" no son utilizados ni aceptados por todos los grupos del movimiento y muchos prefieren definirse con términos más precisos.

## Características

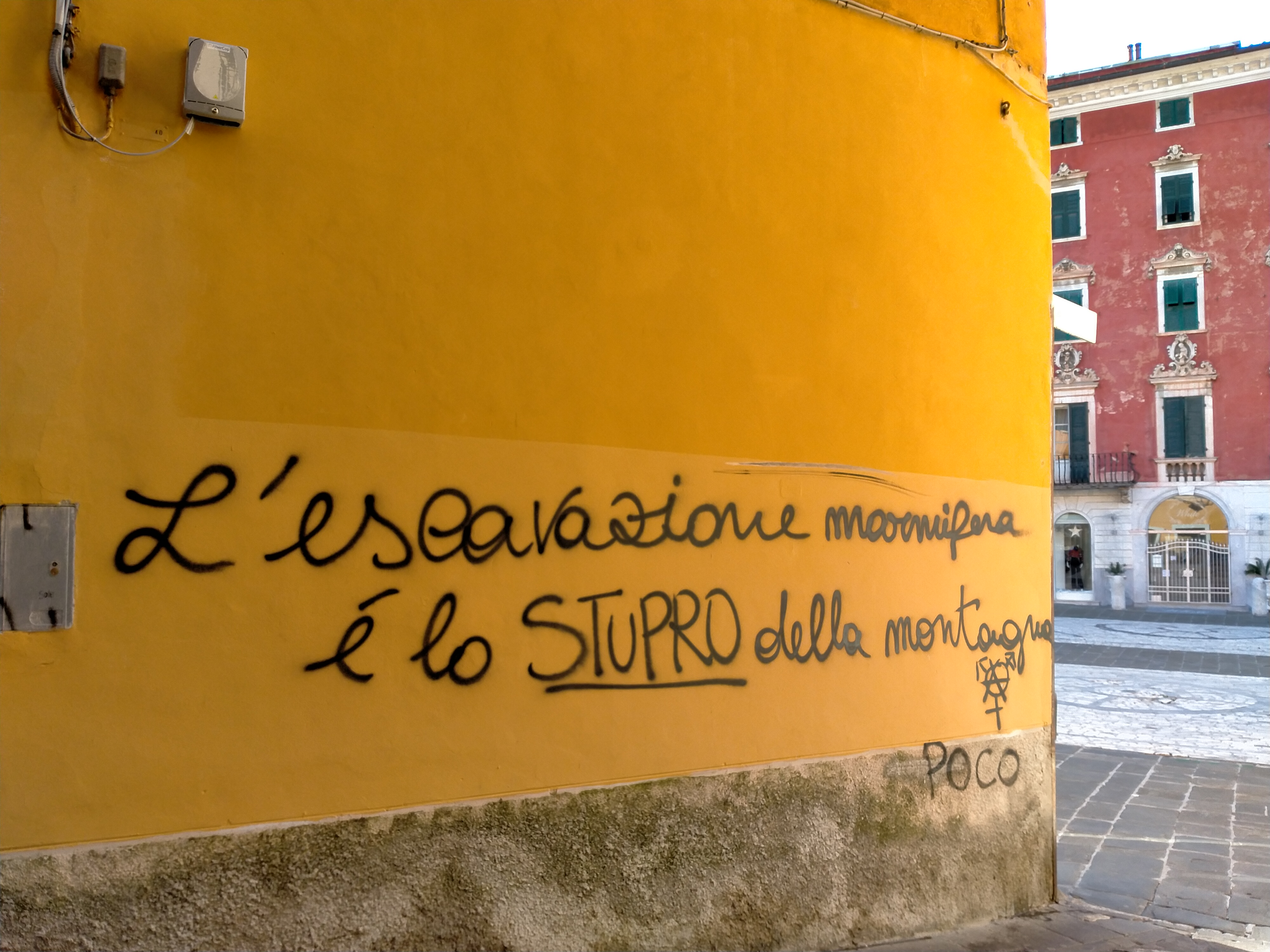
Eslogan No Cav en una pared en Carrara, 2021

El fenómeno No Cav está clasificado en el Atlas italiano de conflictos ambientales (Atlante Italiano dei Conflitti Ambientali), parte del Environmental Justice Atlas, como un "conflicto proactivo a favor de alternativas sostenibles."
A lo largo de los años, los ecologistas han conseguido desarrollar un amplio movimiento de opinión en la sociedad civil que es sensible a la cuestión de la salvaguardia de los Alpes Apuanos.
Los métodos de lucha utilizados por los activistas No Cav incluyen manifestaciones, marchas, flash mobs, llamamientos, peticiones, acciones de manifestación (como la del Giro d'Italia 2021 o en la cumbre del Mont Blanc) bloqueos de carreteras, juicios, iniciativas políticas a nivel local, regional, italiano, europeo e internacional, sensibilización pública, presión sobre las empresas, elaboración de documentos independientes (informes, etc.) y activismo mediático.

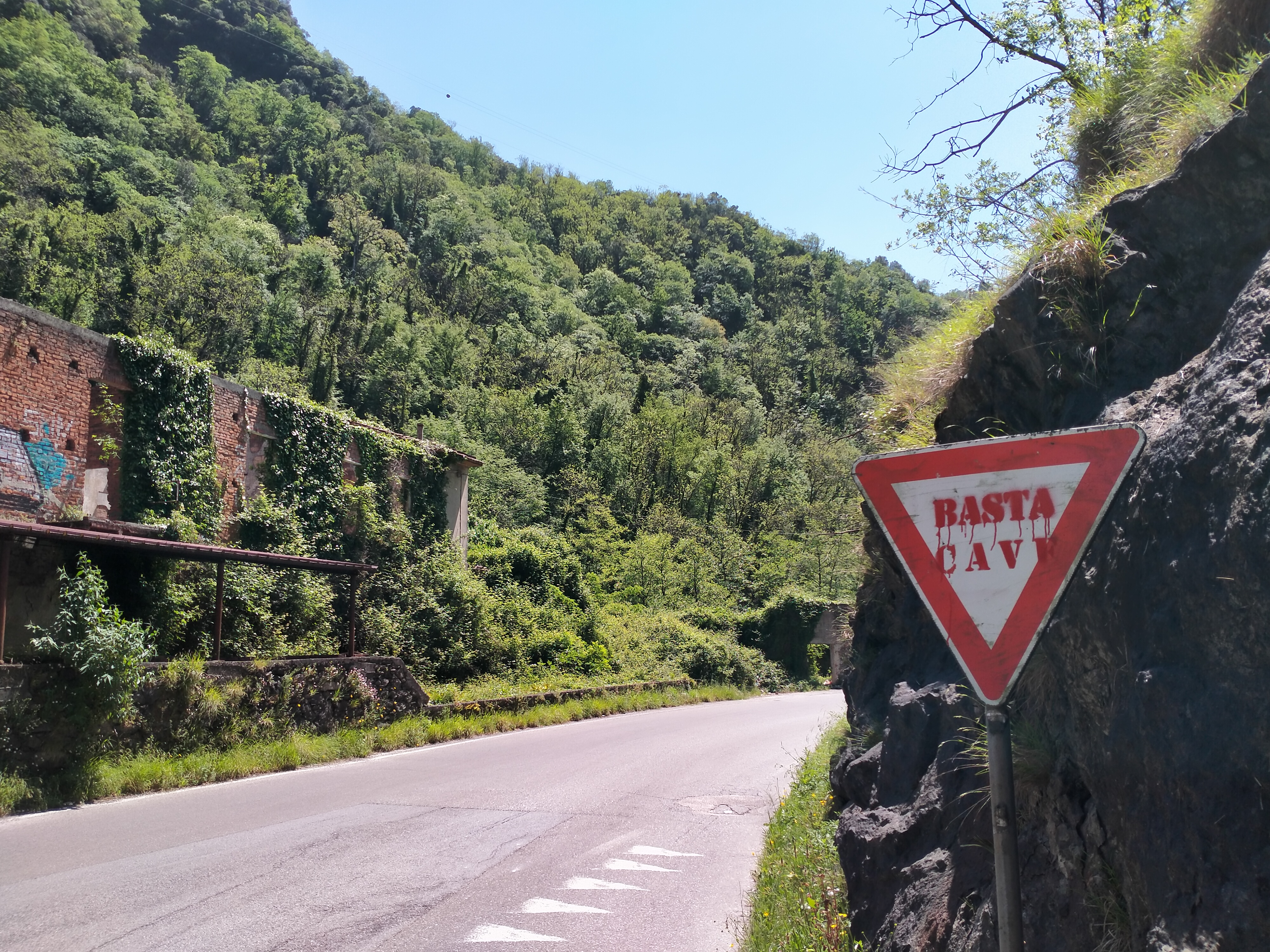
Lema No Cav en una señal de tráfico cerca del pueblo Canevara (Massa)

Entre las consignas que aparecieron en las manifestaciones, además de No Cav también están: Basta de cuevas (Basta cave), Manos fuera de la montaña (Giù le mani dalla montagna), Paremos la devastación (Fermiamo la devastazione), Help Apuan Alps (Ayuda Alpes Apuanos), Las canteras matan el pasado y el futuro (Le cave uccidono il passato e il futuro), Excavation devastation (Excavación devastación y otros.
El movimiento No Cav ha apoyado en ocasiones otras iniciativas medioambientales y de protección de la tierra, no relacionadas directamente con la causa de Apuan.

## Membresías

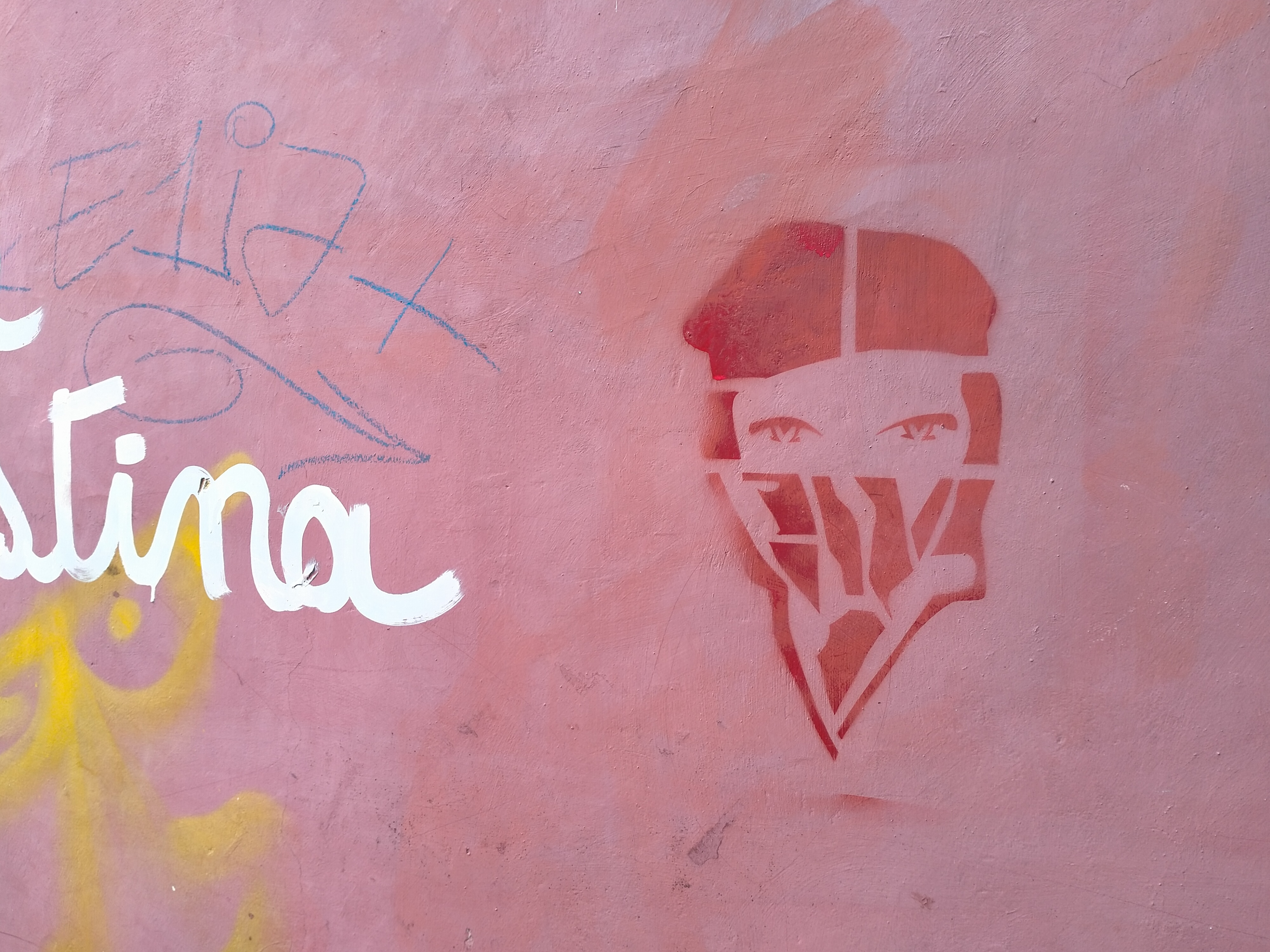
Logotipo del grupo No Cav Athamanta en una pared en Carrara, 2021

Numerosos grupos luchan desde hace años contra la actividad minera en los Alpes Apuanos :
- asociaciones ecologistas, como Legambiente,[35] Grupo de Intervención Legal,[36] WWF,[37] Extinction Rebellion,[38] Sea Shepherd,[26] Amici della Terra, Apuane Libera, y otras[39]
- grupos de espeleología[40] y montañismo, incluidos CAI,[41][42] Mountain Wilderness[43] y la Federación Italiana de Senderismo[44]
- asociaciones para la protección del paisaje como Italia Nostra[45] y Fondo Ambiente Italiano[46]
- comités y movimientos como Salviamo le Apuane, Red de Comités por la defensa del territorio,[47] Asamblea Permanente Carrara y Viernes por el Futuro[48]
- colectivos y centros sociales como Athamanta[49][50] (llamado así en honor a Athamanta di Corti, una planta endémica de Apuan en peligro de extinción) y otros[51][52]
- grupos de inspiración religiosa como la Academia Apuana de la Paz[53]
- asociaciones socioculturales como ARCI[54][55]
- asociaciones no implicadas directamente en cuestiones medioambientales o paisajísticas, como Slow Food,[56] Giros y otras[57]
- ciudadanos que no forman parte de ninguna asociación, pero que apoyan la causa participando en las iniciativas No Cav[58]

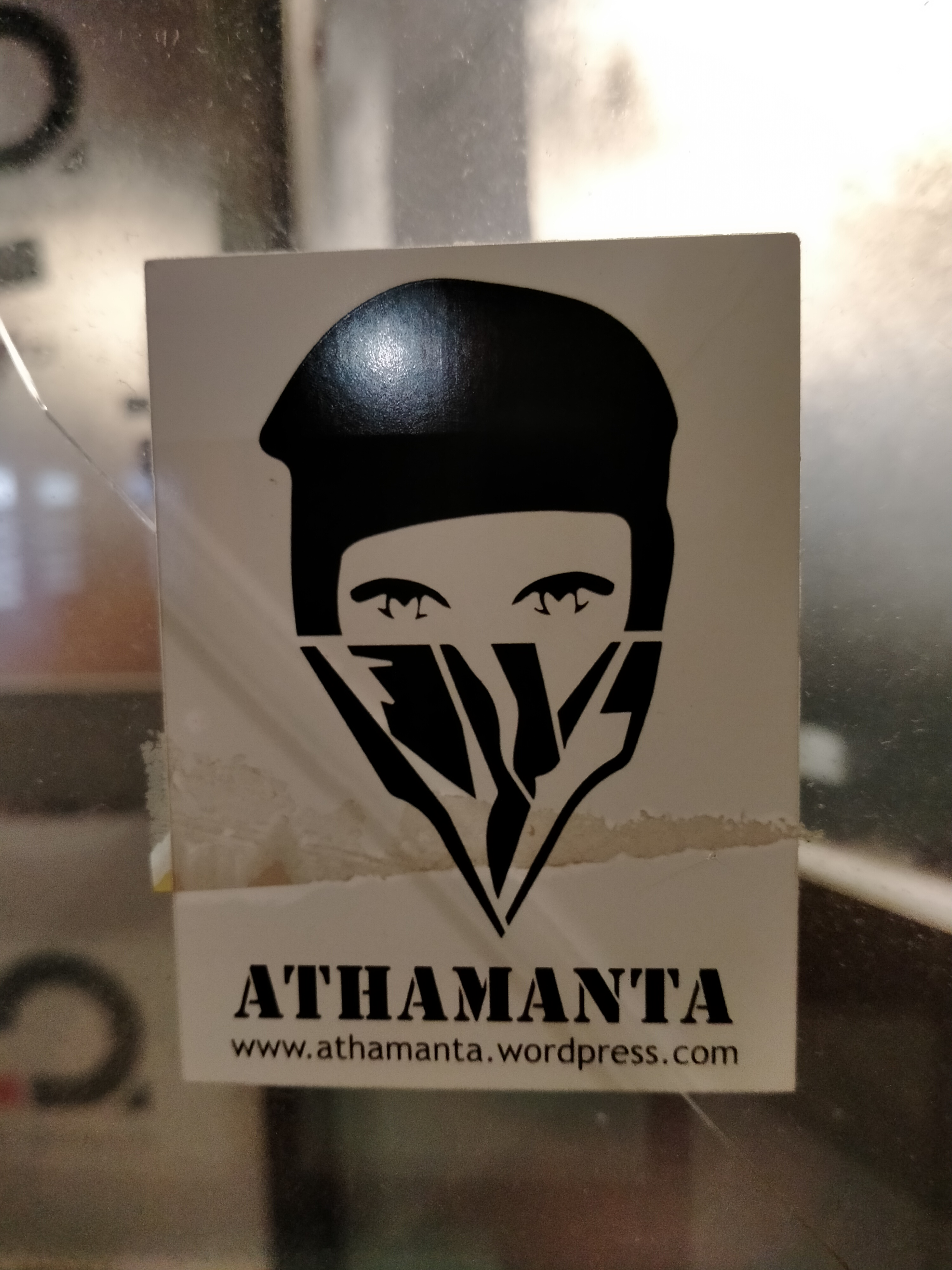
Pegatina con el logo del grupo No Cav Athamanta en el histórico club ARCI "CRO Darsene 1945" en Viareggio

Numerosos intelectuales y personalidades italianas se han alineado indefensos en los Alpes Apuanos. Estos incluyen: Andrea Camilleri, Moni Ovadia, Salvatore Settis, Adriano Prosperi, Paolo Maddalena, Tomaso Montanari, Roberta De Monticelli, Maurizio Maggiani, Mario Perrotta, Alberto Asor Rosa, Paolo Cognetti, Enzo Fileno Carabba, Angelo Baracca, Vittorio Emiliani, Edoardo Salzano, Pancho Pardi, Alessandro Gogna, Claudio Lombardi, Alberto Magnaghi, Andrea Lanfri y Rossano Ercolini. El dibujante Sergio Staino ha creado una viñeta sobre el tema. Entre finales de la década de 2000 y principios de la de 2010, Beppe Grillo también casó posiciones en su blog cercanas a las de No Cav.
El frente "No Cav" también encuentra apoyo más allá de las fronteras nacionales, especialmente en Alemania. Las personalidades internacionales con ideas cercanas al No Cav son: Vandana Shiva y Raul Zibechi. La mayoría de los partidos han evitado el tema del cierre de las canteras, con algunas excepciones como la Refundación Comunista, Potere al Popolo y políticos individuales, como Pietro Ichino y Tommaso Fattori. Sólo en 2021 un partido, Europa Verde, puso finalmente en su programa el cierre de las canteras del Parque Natural Regional de los Alpes Apuanos.

## Historia

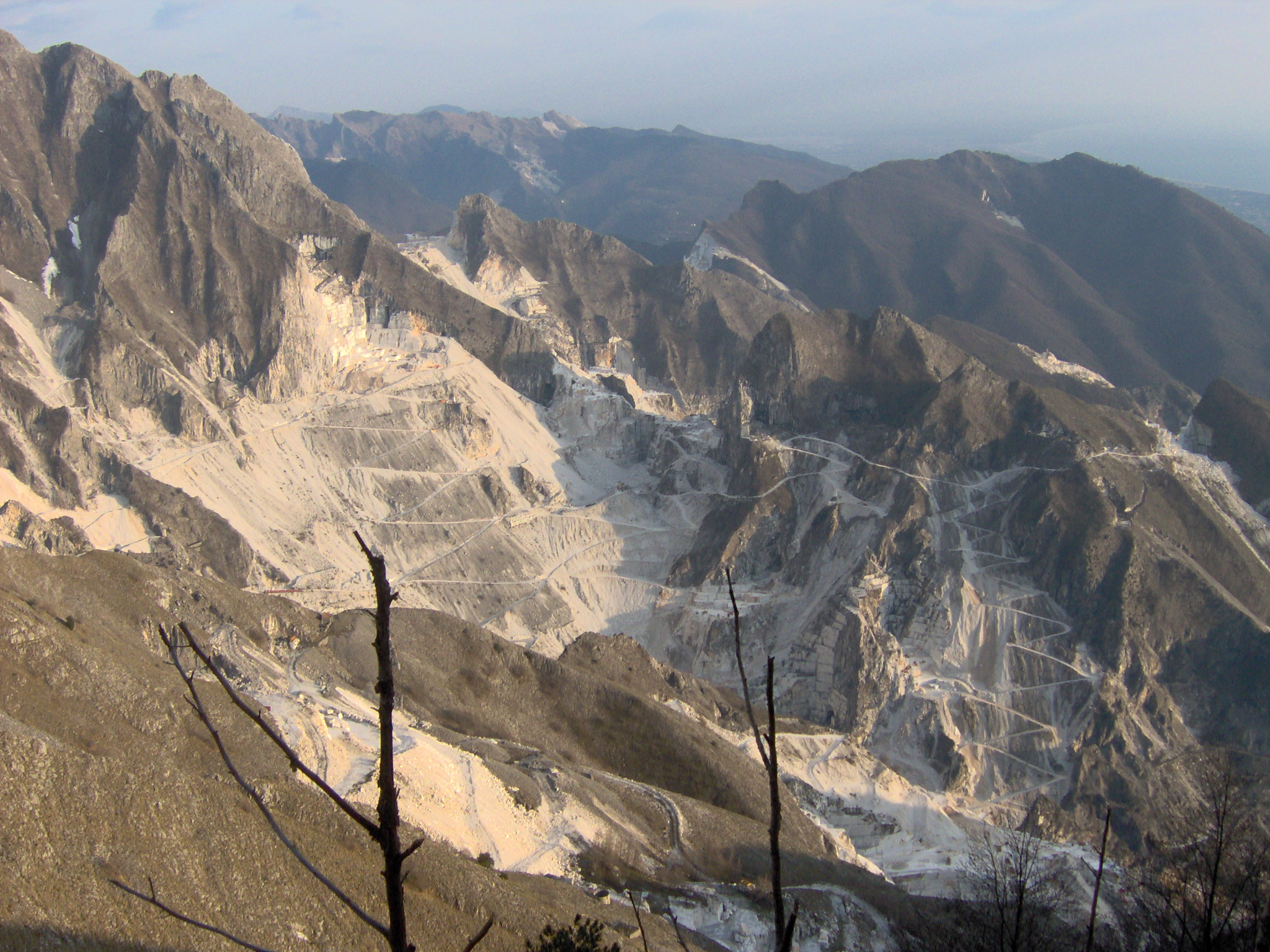
Las canteras vistas desde Campocecina y su incidencia en la morfología de los lugares.

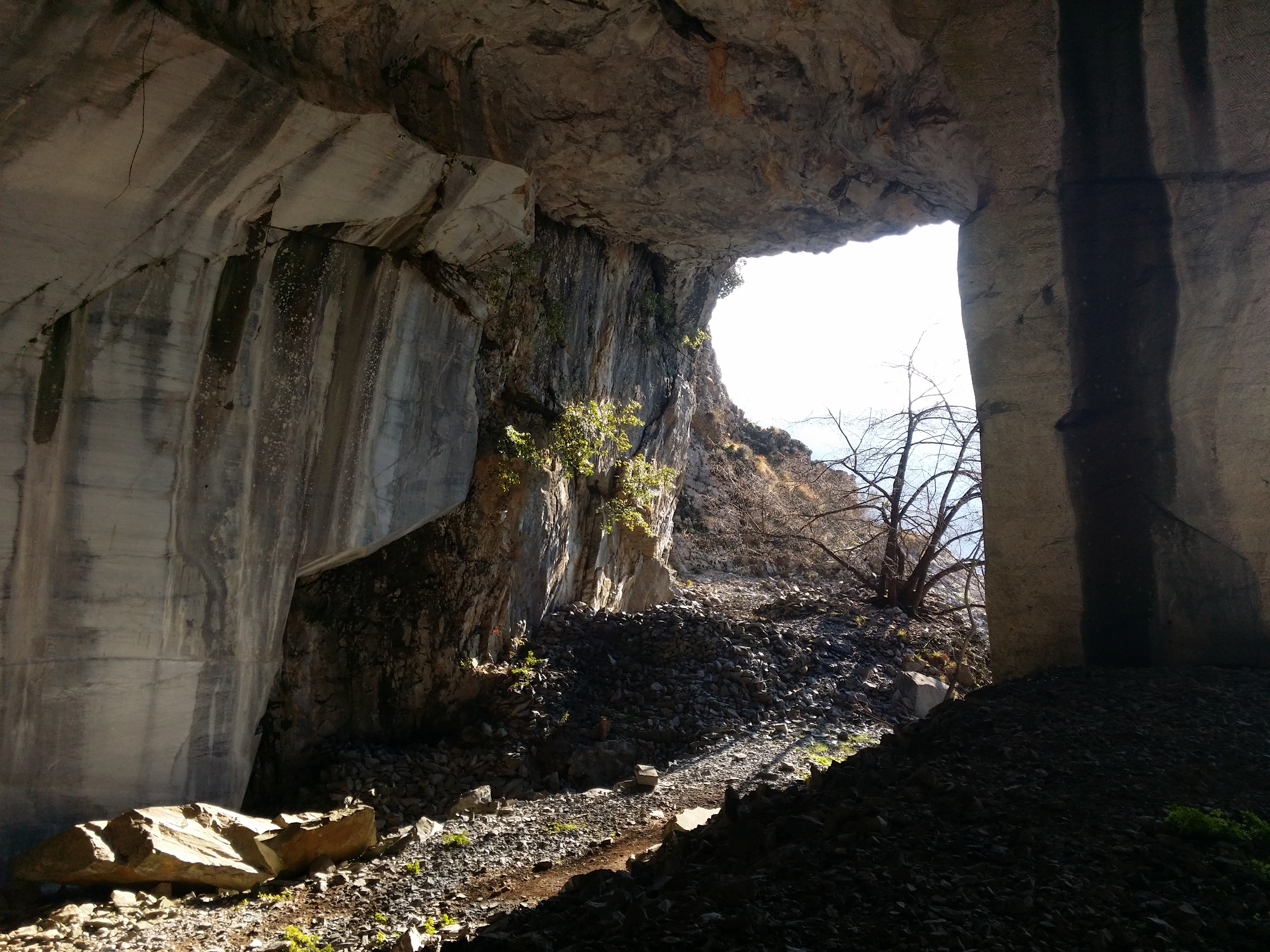
Cantera de mármol en Retignano, Stazzema (LU)

Las canteras de piedra de los Alpes Apuanos probablemente ya eran utilizadas durante la Edad de Hierro por los Ligures, pero la actividad propiamente dicha de las canteras se desarrolló a partir de la época romana. Las canteras más antiguas, distribuidas en las cuencas de Torano, Miseglia y Colonnata, se han perdido casi totalmente, ya que la explotación minera a lo largo de los siglos ha provocado su progresiva destrucción. Así, se han perdido canteras como Polvaccio y Mandria (Torano) y Canalgrande (Miseglia). Por otro lado, las canteras de La Tagliata (Miseglia) y Fossacava (Colonnata) siguen intactas, aunque poco valoradas desde el punto de vista histórico-arqueológico y turístico. Otra cantera de origen ciertamente antiguo es la llamada Cantera Romana de Forno (Massa), objeto de litigios judiciales por infracciones ambientales y cuya compatibilidad ambiental no se renovó en 2017.
El apogeo de la fama del mármol de Carrara se produjo en el Renacimiento ya que fue utilizado por Miguel Ángel.
Entre finales del siglo XVIII y XIX se produjo un rápido aumento de las canteras, que comenzaron a concentrarse en manos de unos pocos grandes concesionarios, y la "industrialización" de la minería, que atrajo a un gran número de trabajadores de las comunidades de montaña, llevándolas de las ocupaciones agropastorales tradicionales a las mineras. De esta época data la construcción del Ferrocarriles Privados Marmifero de Carrara, sobre el que actualmente existen proyectos de regeneración urbana y el Puerto de Carrara. 
Además de las de mármol, hubo una vez también minas de otros minerales. En 2015 estalló el caso de la grave contaminación con talio del acuífero, y consecuentemente del acueducto, de Pietrasanta debido a las minas de perita de Valdicastello, abandonadas en los años 80 y nunca recuperadas.
En las últimas décadas, la cantidad de material extraído de las montañas ha crecido desproporcionadamente, y según el periódico Focus “en los últimos 20 años se han excavado aquí más de dos mil años de historia.” A pesar de esto, el número de trabajadores empleadas directamente en las canteras pasó de 16.000 en la década de 1950 a alrededor de 1.000 en la actualidad, según el periódico Corriere della Sera.

### Los movimientos para proteger los Alpes Apuanos

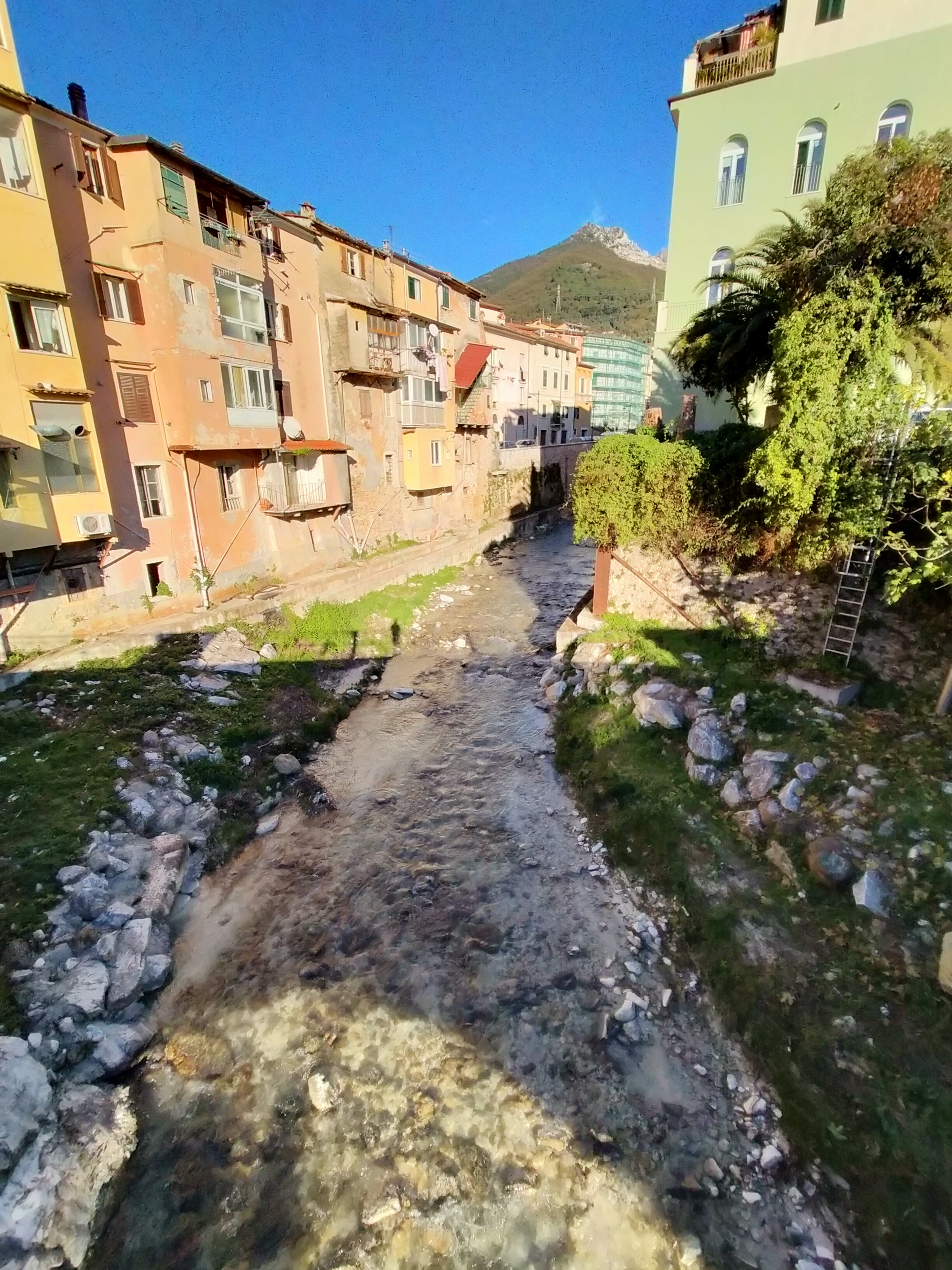
Marmettola en el río Carrione, Carrara, 2021

Tras la presentación en 1978 de una ley de iniciativa popular, la Región Toscana instituyó el Parque Natural Regional de los Alpes Apuanos en 1985. En 1997, se redujo el perímetro de unas 54 000 hectáreas a las actuales 20 598 hectáreas, reclasificar las zonas de canteras como "zonas contiguas." Gracias a esta recalificación, en 2021 el Consejo de Estado rechazó el recurso de las asociaciones ecologistas contra la reapertura de canteras en las citadas zonas, salvo que se superpongan a zonas de protección como el SIC, SIR o ZPS.
En la década de 1980 hubo luchas ecologistas que llevaron en la década de 1990 al cierre de las canteras de dolomita en Forno y al menos desde 2000 hubo llamamientos de asociaciones ecologistas.
En 2000, a través de una ley nacional que aún está vigente, se decretó la institución del Parque Arqueológico de las Minas de los Alpes Apuanos (Parco Archeominerario delle Alpi Apuane) para proteger los testimonios de la antigüedad de la actividad minera actual, pero cuyo establecimiento real, sin embargo, ha sido suspendido desde entonces. 2006, contra la opinión de las autoridades locales. Para superar los retrasos, en 2003 el Parque Natural Regional de los Alpes Apuanos estableció el Sistema de Museos de Arqueología Minera de los Alpes Apuanos (Sistema museale di archeologia mineraria delle Alpi Apuane).
A partir de estas experiencias de lucha por la protección de los Apuane, se habría desarrollado el conflicto ambiental en curso y el actual movimiento No Cav. Según el Atlas italiano de Conflictos Ambientales (Atlante Italiano dei Conflitti Ambientali), parte del Atlas de Justicia Ambiental (Environmental Justice Atlas), este “conflicto proactivo a favor de alternativas sostenibles” se originó en 2009, año en que Salviamo le Apuane, fundada por Eros Tetti, lanzó la primera red movilización, con una buena respuesta.
En 2010, este movimiento presentó un plan articulado llamado “PIPSEAA” (Plan de Programa de Desarrollo Económico Alternativo para los Alpes Apuanos; Piano Programma di Sviluppo Economico Alternativo per le Apuane) para una transición económica gradual del territorio que le permitiera distanciarse del mármol sin sobresaltos laborales.
En 2014, el consejo regiona aprobó un plan para el "cierre gradual de las canteras", promovido por la consejera Anna Marson, y luego retirado tras la presión de Confindustria.
El periódico Il Tirreno utilizó por primera vez el término "No Cav" para definir a los activistas.
En 2014, tras la enésima inundación que azotó la ciudad de Carrara, nació también la Asamblea Permanente de Carrara (Assemblea Permanente Carrara), que ocupó el ayuntamiento durante dos meses. Este grupo lucha por la protección medioambiental de la zona de Carrara y en ocasiones expresó posiciones No Cav.
En 2015, Tommaso Fattori se unió al Consejo Regional de Toscana con la lista Sì Toscana a sinistra (Sì Toscana a la izquierda), que presentó numerosas enmiendas a las leyes regionales sobre canteras.
En 2016, una agrupación de asociaciones denominada Coordinamento Apuano y compuesta por numerosas asociaciones, firmó un documento titulado Manifiesto por los Alpes Apuanos (Manifesto per le Alpi Apuane), en el que argumentó y detalló un plan de transición económica verde que llevaría al territorio Apuano a liberarse de la cadena de suministro del mármol, centrándose en la defensa del medio ambiente y el paisaje, en el turismo y en las producciones agroforestales. De hecho, ya existen valiosas producciones agrícolas y gastronómicas apuanas  entre las que el vino ha ido en auge en los últimos años, en particular Candia dei Colli Apuani, que podrían ser promovidas y potenciadas.
El partido Europa Verde, que pretende cerrar las canteras del Parque Natural Regional de los Alpes Apuanos, propuso en 2020 un referéndum derogatorio sobre la normativa regional más favorable para las canteras.
En 2020 se lanzó una petición para el establecimiento de un parque nacional de los Alpes Apuanos o para fusionarlos con el ya existente y contiguo Parque Nacional de los Apeninos Toscano-Emilianos. Ese mismo año nace el colectivo Athamanta. Aparecieron las primeras banderas No Cav.
En 2021 el CAI propuso la creación de un Parque Cultural de los Apuane (Parco Culturale delle Apuane).
En 2021 nació también la asociación Apuane Libere. En julio del mismo año, la naciente asociación organizó un gran evento en el que participaron otras 31 siglas. En esa ocasión, se produjeron disturbios en Passo Sella, donde los manifestantes entraron en contacto con una contramanifestación de apoyo a las canteras organizada por Confindustria.
En septiembre de 2021, la asociación Salviamo le Apuane presentó al Grupo de Trabajo de la ONU sobre Empresas y Derechos Humanos (UN Working Group on Business and Human Right) un informe sobre la situación apuana, elaborado con la ayuda de la Universidad de Wageningen.
En 2022 el Consejo de Estado rechazó el recurso de numerosas empresas marmoleras contra el nuevo Plan Extractivo de la Región Toscana, estableciendo que es derecho y deber de la autoridad proteger el medio ambiente natural de un "unicum" como los Alpes Apuanos, incluso limitando la libertad de iniciativa económica.

## Argumentos

### Contaminación ambiental

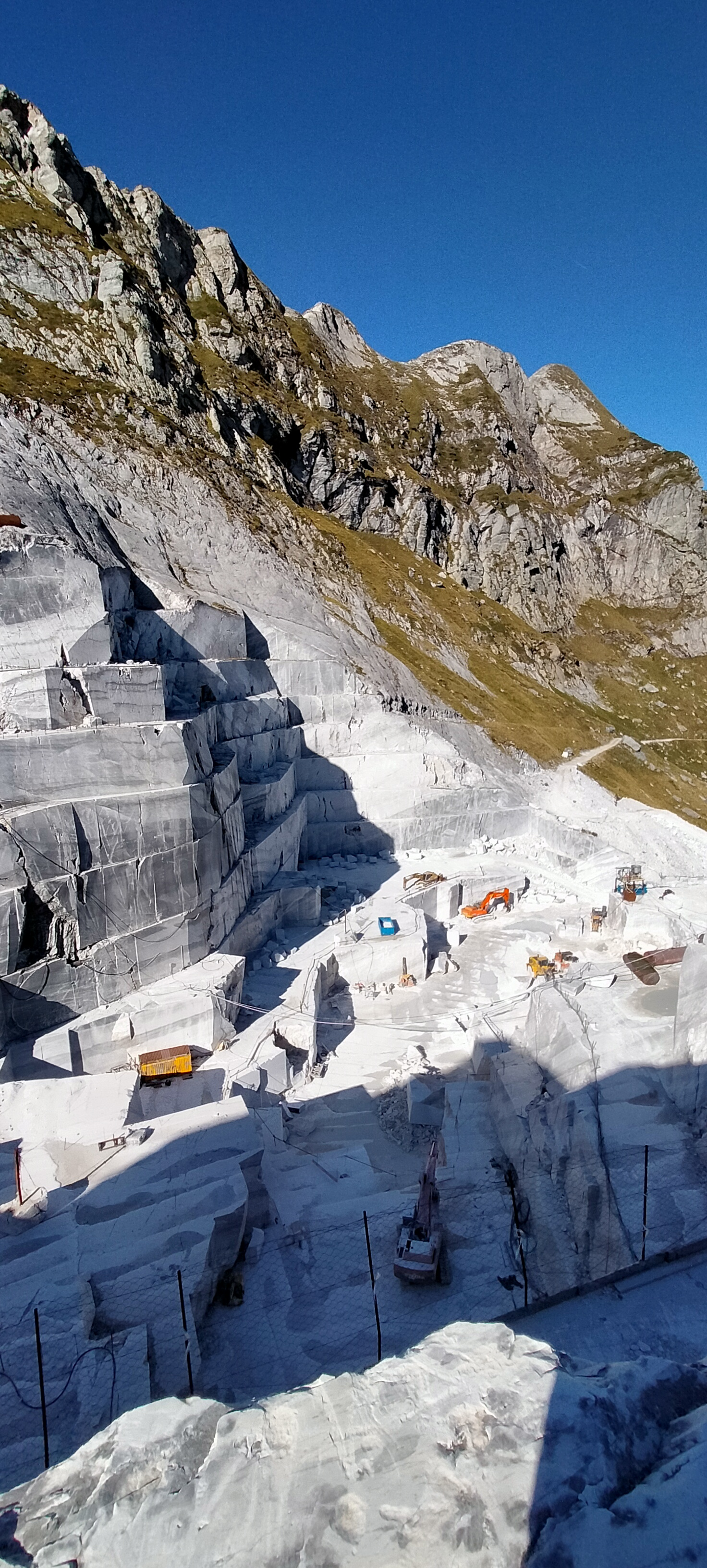
Cantera de mármol en el Passo della Focolaccia a unos 1600 m snm con la relativa modificación irreversible del propio paso

La minería tiene un impacto negativo en los acuíferos debido a la contaminación del suelo y de las aguas superficiales y profundas, con implicaciones tanto ambientales como de salud pública para las poblaciones que las obtienen.
La "marmettola", polvo de mármol mezclado con aceites y lodos derivados de las excavaciones, debería eliminarse como residuo, pero muchas veces no se gestiona adecuadamente y acaba dispersándose, constituyendo un grave problema de contaminación ambiental.
Debido a la alta industrialización de los procesos de extracción, otros contaminantes como los metales pesados y hidrocarburos se encuentran dispersos en el medio montañoso y en los acuíferos.
Otros impactos ambientales relevantes son la dispersión de polvo a la atmósfera, el ruido y el abandono de residuos.
Las empresas mineras también han sido acusadas por los ecologistas de realizar operaciones de greenwashing.

### Riesgos sanitarios para las poblaciones locales

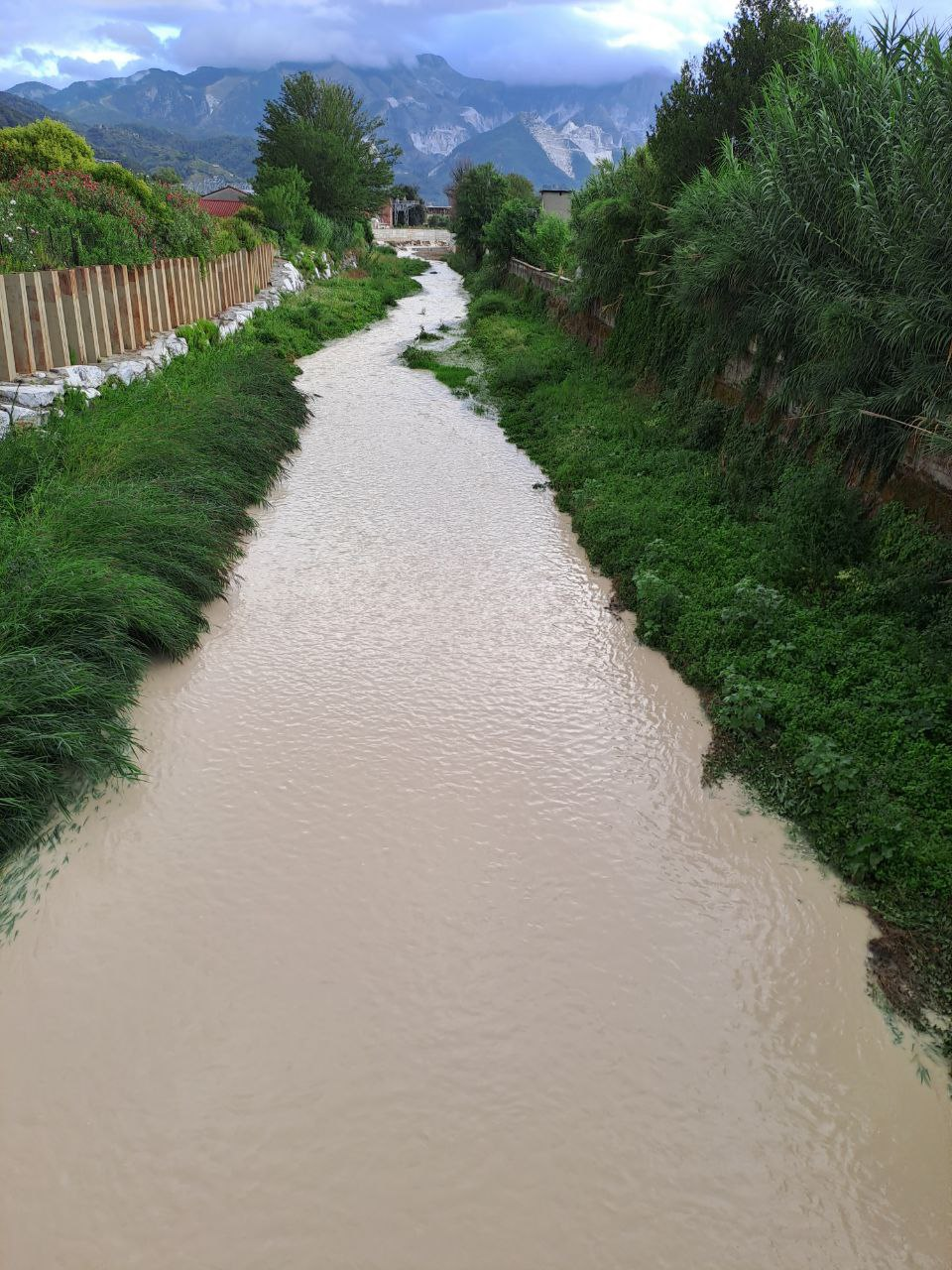
El torrente Carrione invadido por marmettola, el 28/08/2023

La salud de las poblaciones de la cuenca del Apuano se ve amenazada por el deterioro de la calidad del agua para beber debido a la contaminación procedente de la marmettola, contaminada por compuestos químicos peligrosos como hidrocarburos y metales pesados. 
Otro factor de riesgo es la dispersión de polvo de mármol en la atmósfera, que, al contener hasta un 5% de sílice, puede causar neumoconiosis, como la silicosis. Aunque los camiones deben estar cerrados y/o las cargas mantenerse húmedas para reducir la dispersión del polvo, estos requisitos no suelen respetarse.

### Destrucción de hábitats y ecosistemas

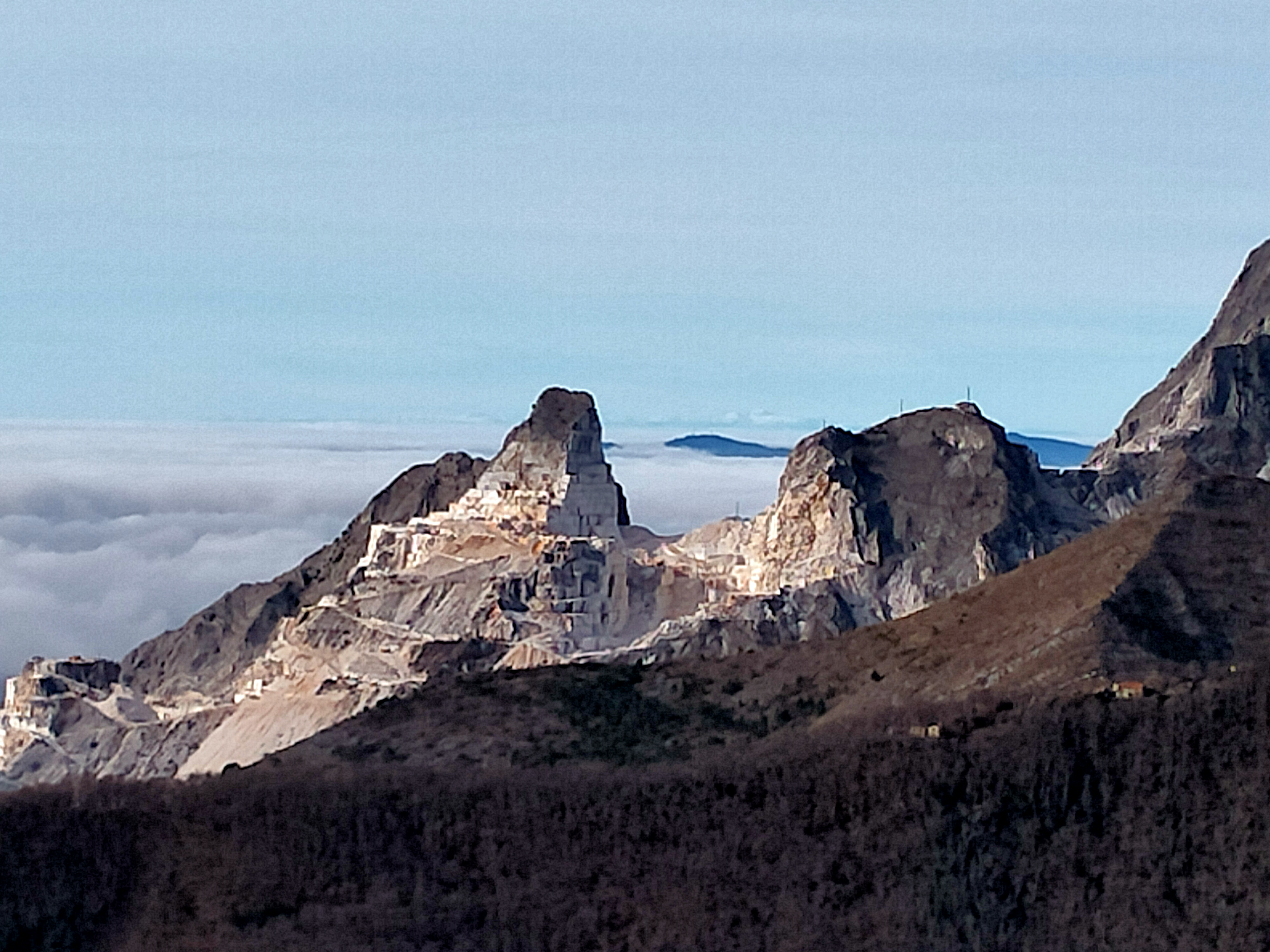
El devastador efecto del Cava dei Campanili, Colonnata, que casi acaba con toda una cordillera

Las canteras apuanas constituyen una grave amenaza para los hábitats y para el patrimonio naturalista ya que provocan la destrucción de la flora, el despojo del suelo y la profunda modificación del paisaje.
Estas actividades insisten en un área de gran valor naturalístico, con alta biodiversidad y geodiversidad, reconocida como parque natural regional y geoparque mundial de la UNESCO. Los Alpes Apuanos contienen alrededor del 50% de la biodiversidad toscana, incluidas algunas especies endémicas. Entre la flora y la fauna, también hay especies raras y relictas, entre ellas el raro tritón alpino, amenazado por la Cava Valsora (área de importancia herpetológica IT130TOS003 reconocida por la Societas Herpetologica Italica) y por la posible reapertura de Cava Crespina II, y especies amenazadas como el lobo y el gato salvaje.
La actividad industrial de las canteras interfiere con un territorio protegido, parte de la red europea Natura 2000 e incluye áreas catalogadas como Áreas Importantes para las Aves y la Biodiversidad, Áreas de Especial Protección , Áreas de Especial Conservación, Lugares de Interés Comunitario, Oasis WWF, Oasis LIPU y donde está activo un proyecto para la protección del lobo.
Las actividades extractivas sustraen agua de los manantiales, mientras que el polvo de mármol ("marmettola"), depositándose en el lecho de los cursos de agua, destruye microsistemas constituyendo un grave riesgo para la existencia de algunas especies animales. También penetra en la red kárstica, modificando la calidad de las aguas subterráneas y favoreciendo la presencia de especies epígeas.

### Inestabilidad hidrogeológica y destrucción de geositios

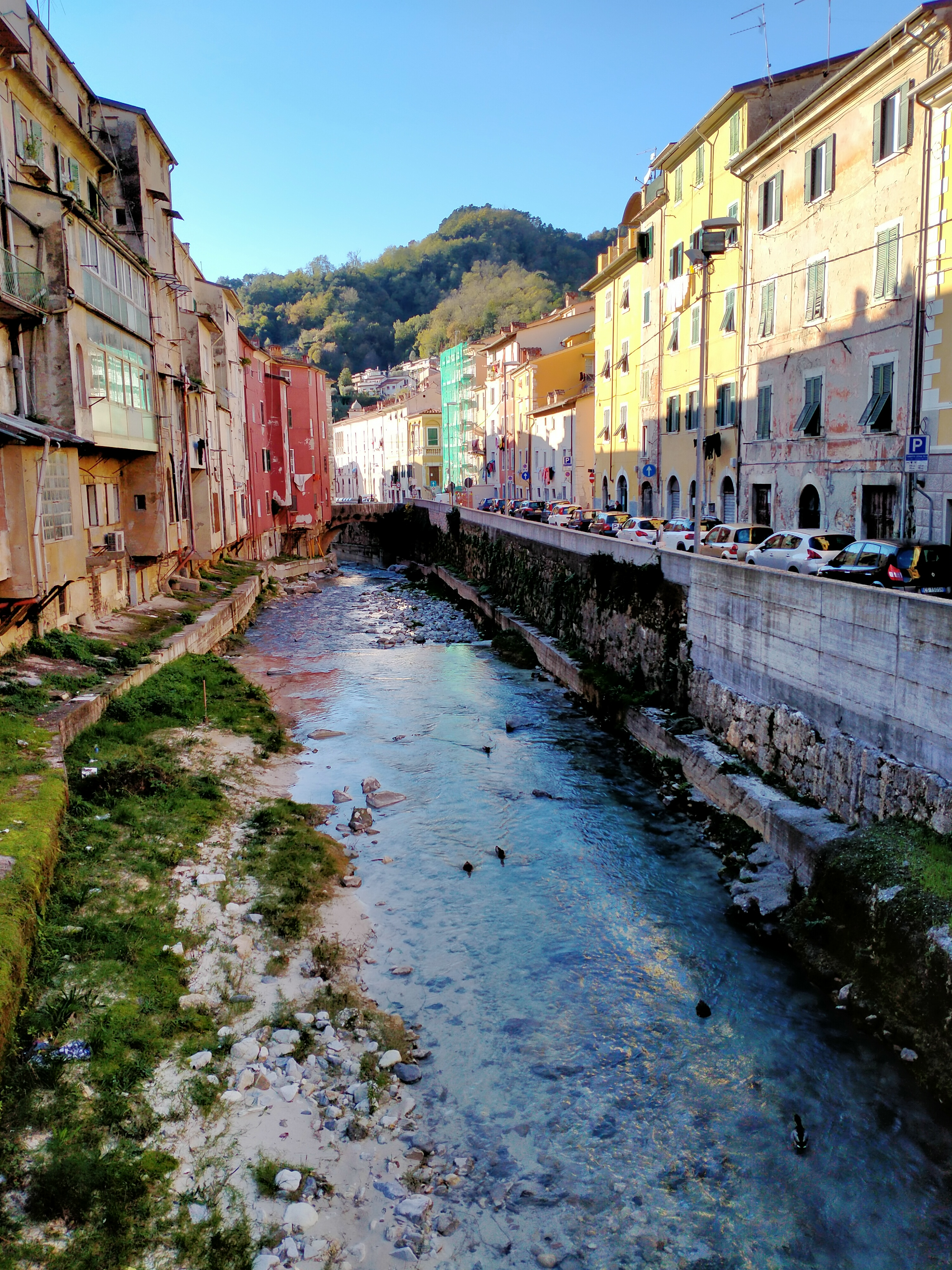
El río Carrione en Carrara con el lecho invadido por marmettola

Los Alpes Apuanos han sido reconocidos como Geoparque Mundial de la UNESCO. Por lo tanto, las canteras también constituyen una seria amenaza para la geodiversidad apuana y las actividades kársticas presentes, particularmente representadas y significativas en esta cordillera. Numerosas cavidades caen en el área de la cantera, a pesar de estar protegidas, y muchas veces han sido interceptadas y dañadas, o se llenaron de escombros. Incluso el Antro del Corchia, la cueva kárstica más grande de Italia, habría sufrido daños causados.
En los Alpes Apuanos se encuentra la mayor reserva de agua de la Toscana, puesta en peligro por la minería debido a su aprovechamiento directo de los vertidos de escombros, que obstruyen arroyos, y modifican la red kárstica.
Además, la polvo de mármol es muy contaminante por acción mecánica: llena los intersticios e impermeabiliza las superficies acelerando el flujo superficial de las aguas, elimina los hábitats de muchas especies, modifica los procesos de alimentación de las aguas subterráneas, se infiltra en la red kárstica hasta y hace que los manantiales se sequen. El efecto de las canteras sobre las reservas locales de agua conlleva importantes daños económicos y ambientales al territorio apuano, según un estudio publicado en 2019 en la revista Water.
Los rábanos ("ravaneti" en italiano), particularmente los recientes, representan áreas de alto riesgo hidrogeológico.
La retirada excesiva de material de las montañas y la modificación de su orografía, también tendrían un papel en el empeoramiento del clima local y en el aumento de eventos meteorológicos extremos.

### Impacto paisajístico

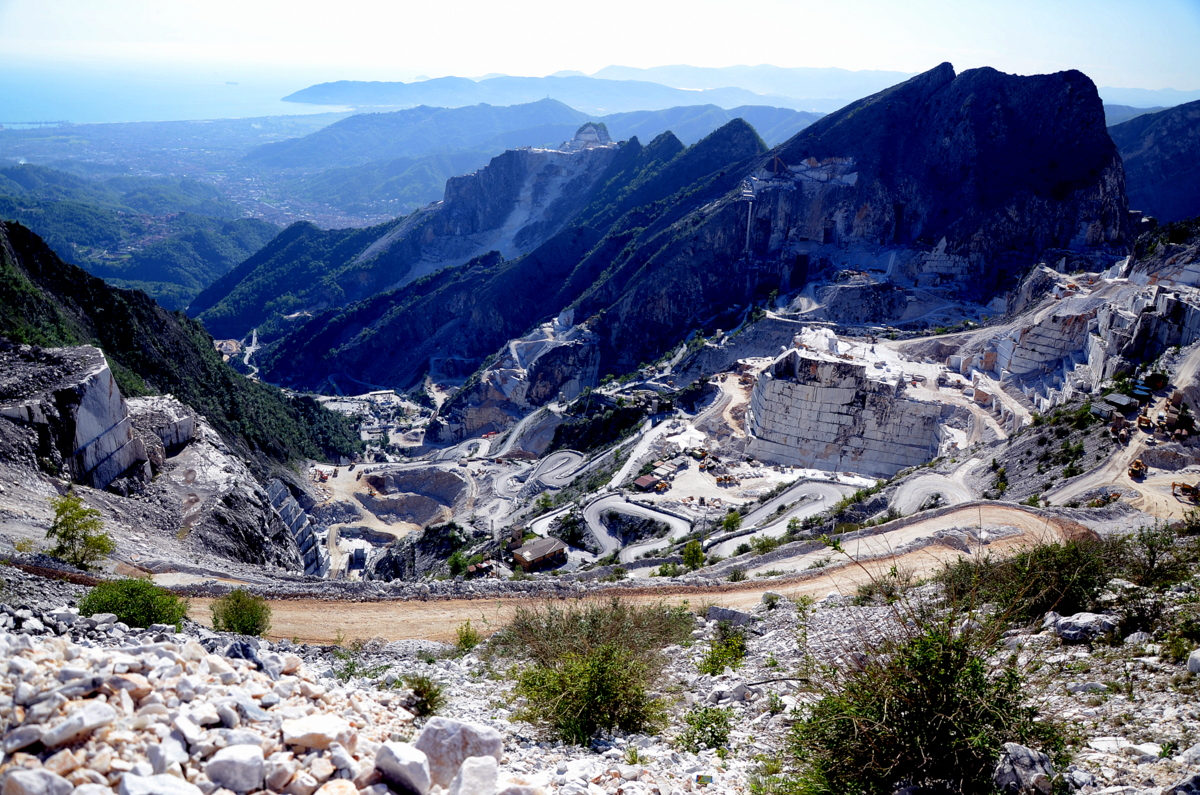
Panorama de las canteras cercanas a Carrara y los cambios geomorfológicos irreversibles que realizan en los Alpes Apuanos

Las canteras provocan un cambio irreversible con un impacto paisajístico elevado, incluyendo algunos picos y lomas, debido a las excepciones establecidas por la Región de Toscana. Este daño también afectó algunas de las montañas más altas de la cordillera. El impacto paisajístico es de tal magnitud que puede verse en las fotografías del satélite de la misión europea Copernicus Sentinel-2.
Ejemplos de estos cambios irreversibles son la desaparición del pico Falcovaia (cantera de Cervaiole), el descenso del Passo della Focolaccia en varias decenas de metros (Cantera de Piastramarina), y la pérdida de la parte superior del Monte Carchio.
Cabe señalar que la Región Toscana, sin perjuicio del Código del patrimonio cultural y del paisaje que protege "las montañas en la parte que supere [...] los 1.200 metros sobre el nivel del mar para [...] glaciares y circos glaciares, parques y reservas nacionales o regionales, así como los territorios de protección externa de los parques “permite la excavación incluso más allá de los 1.200 m snm y en las áreas del Parque Natural Regional de los Alpes Apuanos. Por ello, en 2020 el partido Europa Verde propuso un referéndum derogatorio de estas leyes regionales.
Por estas razones, el periódico Il Fatto Quotidiano ha definido el Parque Natural Regional de los Alpes Apuanos como un "parque regional de broma."
Incluso desde el punto de vista del senderismo, el alpinismo y la espeleología, los Alpes Apuanos son un territorio de gran valor, rico en caminos, vías ferratas, rutas de escalada, karst cuevas, refugios y vivaques, cuya misma existencia a menudo se ve amenazada. Además, en la sierra hay varias etapas del Sentiero Italia. También hay numerosas carreteras y caminos antiguos, como la Via Vandelli y la Via del Volto Santo.
La presencia de maquinaria e infraestructuras industriales de las canteras, constituyen también una fuente de contaminación visual de una zona de alto valor paisajístico.

### Destrucción de bienes históricos y culturales
Los Alpes Apuanos son ricos en testimonios históricos, artísticos, arqueológicos y culturales que abarcan un lapso de tiempo que va desde la Edad de Hierro, la civilización de los Ligures, la civilización romana, la Edad Media y la Edad Moderna y contemporánea, algunos de los cuales están vinculados a la propia extracción de mármol
Además, es una de las pocas regiones de Italia en las que se conservan vestigios seguros de la civilización paleolítica
También hay testimonios de la Línea Gótica, de la Resistencia italiana y de la Segunda Guerra Mundial, como el Parque Nacional de la Paz de Sant'Anna di Stazzema (Parco Nazionale della Pace di Sant'Anna di Stazzema), el Parque de la Resistencia (Parco della Resistenza) y Camino de la Libertad (Sentiero della Libertà). En 2021 el CAI propuso la creación de un Parque Cultural de los Alpes Apuanos, incluyendo la casa de Fosco Maraini.
Este patrimonio cultural se encuentra en ocasiones directamente amenazado por la minería  o mal protegido a causa de ella, como en el caso de la cantera de Fossacava, la mayor cantera de origen romano de Europa, cuya gestión ha suscitado críticas de asociaciones. Otro ejemplo es el del histórico Bivouac de Aronte, amenazado por la Cantera di Piastramarina, y que sólo se salvó gracias a la intervención del Ministerio de Cultura que en 2021 lo declaró "bien de interés histórico y artístico."
Precisamente para proteger los bienes históricos de los Apuanos vinculados a la antigua actividad minera, se decretó en 2000 la institución del Parque Arqueológico de las Minas de los Alpes Apuanos (Parco Archeominerario delle Alpi Apuane), cuya creación efectiva fue suspendida desde 2006.
Un tramo de la Via Vandelli (siglo XVIII) fue destruido por la cantera Colubraia Forsignacola.
En 2017, se solicitó la reapertura de las canteras ubicadas cerca del Palacio Mediceo en Serravezza, Patrimonio de la Humanidad. Gracias a la movilización de los ciudadanos la solicitud fue rechazada.

### Impactos negativos indirectos

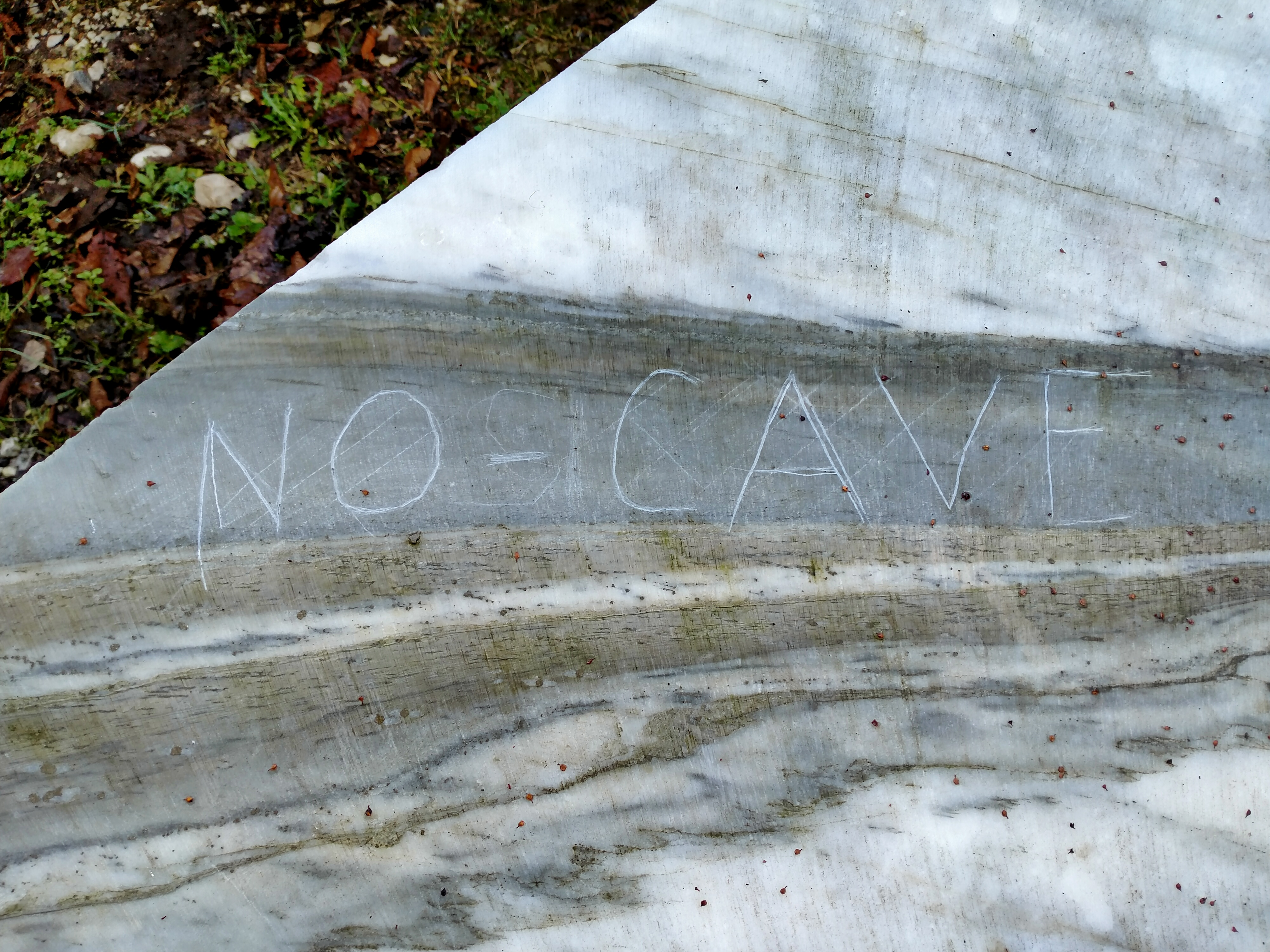
Eslogan No Cav grabado en un bloque de mármol cerca de la entrada a las canteras de Henraux en Azzano (Seravezza)

Los impactos negativos indirectos de las canteras son los relacionados con el intenso transporte de mineral por carretera: accidentes de tráfico (como la pérdida de carga de los camiones), contaminación atmosférica, ruido, y desgaste de las carreteras.
Estos contaminantes son la causa del empeoramiento de la calidad de vida en el área.
Un accidente especialmente grave fueron los varios derrumbes en una calle de Colonnata (Carrara) en 2018, a causa de una cantera cercana.
En 2012 se construyó la Strada dei Marmi, reservada para la circulación de camiones y cerrada al tráfico común. Los costes de mantenimiento de la carretera, que está sometida a un gran desgaste, corren a cargo de la comunidad, ya que nunca se han cobrado peajes, aunque se esperaba que fuera así.
La industria del mármol también tiene "costes externos", es decir, todos aquellos costes que recaen indirectamente en la comunidad. Según un estudio de 2006, por cada tonelada de mármol extraída, los costes ascienden a 56 euros para la empresa y hasta 168 euros para la comunidad. Un ejemplo de tales costos son los gastos sustanciales incurridos por los municipios de Massa y Carrara para el mantenimiento de los filtros del acueducto, dañados por la marmettola.
En 2012 se proyectó un túnel de 5 km bajo el Monte Tambura, cuya construcción habría permitido extraer una gran cantidad de mármol, pero cuya utilidad real fue cuestionada por varias asociaciones. La obra, fuertemente opuesta en varios frentes, no se llevó a cabo.

### Escaso impacto económico en el territorio

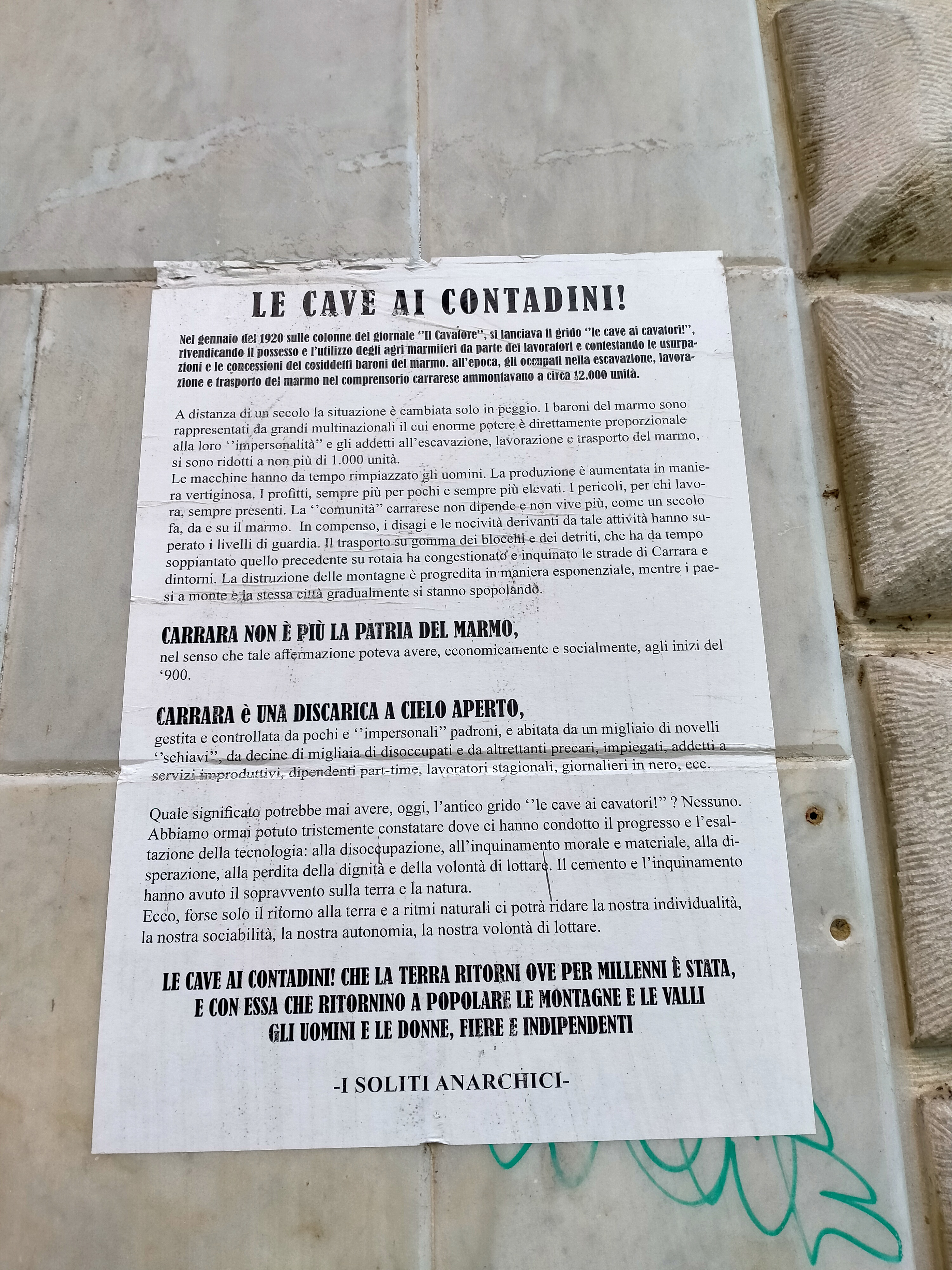
Folleto de No Cav de un grupo anarquista, publicado en una pared en Carrara, 2021

Según el periódico Il Sole 24 Ore, el impacto económico positivo de la cadena de suministro de mármol en el territorio es cada vez más pequeño. También en el frente del empleo, el sector estaría en declive: según el periódico Corriere della Sera, el número de los trabajadores en las canteras habría pasado de 16.000 en la década de 1950 a unos 1000 en la actualidad.
Sin embargo, mientras en 1920 se extraían menos de 100 000 toneladas de mármol al año, hoy se alcanzan los 5 millones.
Además, la mayor parte del mármol extraído en bloques ya no se procesa en Carrara o en Italia y el sector de procesamiento de piedra ofrece cada vez menos trabajo, lo que además mal pagados y en condiciones de seguridad muchas veces consideradas insuficientes. Además, según algunos medios nacionales, las arcas públicas tendrían un ingreso mínimo de la actividad minera y en ocasiones ni siquiera se pagaría la totalidad del monto adeudado.
A estas consideraciones, habría que añadir entonces los "costes externos" de la elaboración del mármol, es decir, aquellos costes indirectos a cargo de la comunidad, que serían unas tres veces los que soportan directamente las empresas mineras.
Algunos observadores se han referido a los efectos del sector de la piedra en el territorio apuano como un ejemplo de capitalismo depredador, llegando incluso a comparar la realidad económica local con la típica de las colonias. Raúl Zibechi, por ejemplo, habló de “la armonía del modelo extractivista con la experiencia colonial” afirmando que “en el ámbito económico, el extractivismo ha producido economías de enclaves similares a las inducidas en las colonias”. De hecho, la propiedad de numerosas canteras está en manos de multinacionales extranjeras, entre ellas la familia Bin Laden.
La falta de atención al territorio y a los propios canteros es un tema de larga data, considerando que incluso Charles Dickens, cuando visitó las canteras de Carrara en 1845, quedó impactado por el atraso del sistema productivo, tanto que acusó al duque de Módena, entonces señor de la ciudad, de haberla abandonado, como relata en su libro Pictures from Italy.
La presencia de la minería, por su naturaleza no renovable y considerada insostenible, también se considera un freno a cualquier modelo de desarrollo económico alternativo y renovable, que potencia el potencial turístico y agroforestal de los Alpes Apuanos.
Finalmente, cabe señalar que el estatuto jurídico de la propiedad de muchas canteras apuanas es bastante complejo y se origina en el concepto de "bienes estimados" y en un edicto de la condesa María Teresa Cybo Malaspina de 1751. Aunque en 1995 el Tribunal Constitucional había ordenado que las concesiones de las canteras fueran siempre temporales, en octubre de 2016 admitió parcialmente el recurso de algunas empresas privadas, entre ellas Omya, contra la Ley regional 35/2015 que habría asimilado las canteras entre los bienes municipales indisponibles, estableciéndose que algunos (los más "antiguos") debían ser considerados "privados", otros "públicos" y aún otros con participaciones variables de los dos regímenes, a pesar de la apelación de numerosos intelectuales contra la supuesta "privatización". El tribunal también aclaró que legislar sobre esta materia es una competencia estatal y no regional, por lo que el 12 de octubre de 2021 el Movimento 5 Stelle solicitó la programación de la discusión parlamentaria sobre la Ley Regional Toscana 35/2015, con el fin de incorporar el "bienes estimados" ("beni estimati") en los dominios municipales.
El Tribunal Supremo también descartó en 2018 que se pueda aplicar la usucapión sobre el mármol agrícola.
Algunas canteras ubicadas en los municipios de Vagli Sotto y Stazzema (Arni) insisten en terrenos para uso cívico, a pesar de que la actividad de excavación está prohibida en ellos, de conformidad con la sentencia n. 6132 de 21 de septiembre de 2021 del Tribunal de Apelación de Roma.

### Uso efímero del mineral: ya no arte sino aditivos industriales

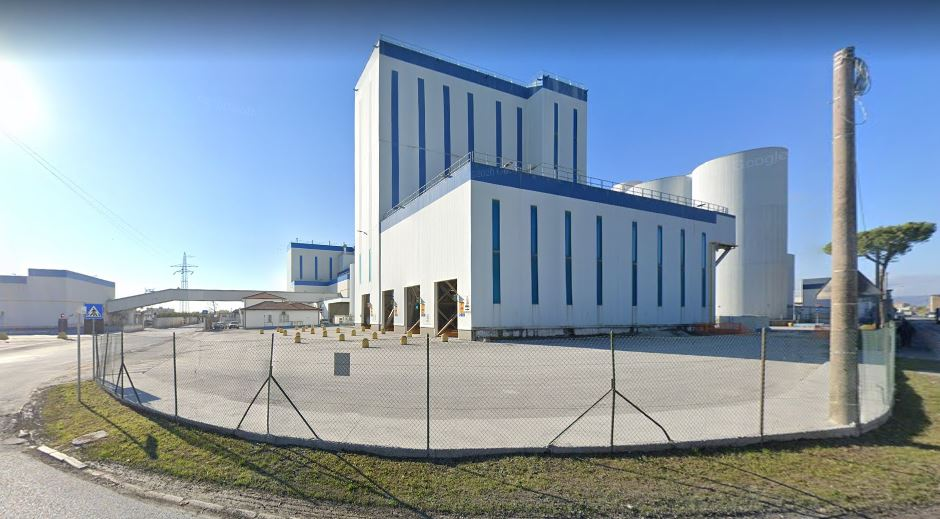
Fábrica de Omya en Carrara

El hecho de que, de media, alrededor del 75% del extracto de las canteras consiste en escamas posteriormente pulverizadas para producir carbonato de calcio, procesadas por multinacionales como Omya y destinadas a usos industriales, mientras que solo El 25% es piedra utilizada principalmente en el sector de la construcción y que solo el 0,5% se sigue utilizando en el campo del arte que hizo famoso al mármol de Carrara, es otro argumento que se suele utilizar a favor de cierre de canteras. En algunas, especialmente las de la cuenca del Torano, se alcanzan porcentajes de escombros de hasta el 94%, según datos de la báscula pública de Carrara. El problema de la altísima cantidad de desechos producidos por las canteras apuanas es bien conocido desde hace mucho tiempo, tanto que un artículo de Scientific American de 1907 ya lo examinaba. Para tratar de paliar esta situación, Legambiente ha propuesto, como observaciones al PABE de Carrara presentadas en los últimos años, limitar la actividad minera a zonas con menor fracturamiento del mármol y utilizar la extracción en un túnel a baja altura, lo que permitiría alcanzar rápidamente el mineral poco fracturado, en lugar de la excavación superficial. Sin embargo, este llamamiento no fue atendido. De hecho, según los propios industriales, sectores prometedores para el futuro de las canteras de mármol serían los de rellenos marinos, arrecifes, filtros y tejidos.
En 2022, el nuevo Plan de Canteras de la Región Toscana impuso un rendimiento mínimo de bloques o losas del 30% (que puede reducirse al 25% en la oficina municipal) sobre el material comercializable para obtener una nueva autorización. Los industriales presentaron un recordatorio al Tribunal Administrativo Regional en contra de este pronóstico, perdiéndolo.

### Presuntas infiltraciones mafiosas e ilegalidad generalizada
Piero Franco Angeloni en su libro Los años oscuros de la República (Gli anni bui della Repubblica) afirma que hubo infiltración de la mafia en el mundo de las canteras de Carrarese desde los años 80 hasta 1992.
Según esta reconstrucción, en 1982 Raúl Gardini incorporó a la Cosa Nostra a la empresa “Calcestruzzi”, líder del Grupo Ferruzzi de su suegro Serafino Ferruzzi, a través de Antonino y Salvatore Buscemi, hombres de Totò Riina. La dirección de las canteras de Buscemi habría puesto a su cuñado Girolamo Cimino. En 1987, Lorenzo Panzavolta, conocido como “il Panzer”, socio de Ferruzzi, recomendó adquirir Sam e Imeg (entonces parte de Eni), que controlaba la mayor parte de las cuencas de mármol de Carrara. También se habrían dado sobornos a algunos políticos para asegurar una serie de contratos públicos en Sicilia relacionados con la desulfatación y eliminación de residuos de las antiguas plantas de Enel, en las que se usaban gránulos de mármol, y que ganó Gardini. La mafia también habría gestionado el tráfico ilegal de residuos, en particular a través de los llamados "barcos de los venenos" que partían del Puerto de Carrara y La Spezia. Tras el asesinato del empresario Alessio Gozzani, el fiscal Augusto Lama inició investigaciones sobre las infiltraciones mafiosas en Carrara, pero la investigación fue detenida por el entonces ministro Claudio Martelli. El atrincheramiento del crimen organizado en la ciudad se evidencia también en el asesinato del ingeniero Alberto Dazzi a través de un coche bomba en 1991. Según algunas hipótesis, parte de los explosivos utilizados en las masacres mafiosas de 1992 habrían provenido de las canteras de Apuan.
No solo en este período de tiempo, las canteras de Apuan han sido atacadas repetidamente por el poder judicial por supuestas infiltraciones mafiosas.
Tras varios cambios de manos, poco transparentes según la Asamblea Permanente de Carrara, en 2014 el 50% de las acciones de Marmi Carrara (nacida de las cenizas de Sam-Imeg) pasó al Príncipe Bakr Bin Laden, de los Bin Laden familia que en el 2017 fue arrestado por corrupción en Arabia Saudita. En ese momento, su socio de Carrara sufrió un robo con agresión en su quinta, lo que, según la Asamblea Permanente de Carrara, en realidad podría haber estado vinculado a un circuito de lavado de dinero.
Además, la Asamblea Permanente de Carrara, en colaboración con los periodistas Pier Paolo Santi y Francesco Sinatti, levantó sospechas sobre el presunto manejo delictivo de desechos vinculados a las canteras de Apuan, en los años 2000 y 2010.
Además, han seguido numerosas investigaciones por delitos ambientales, en el campo de la salud y la seguridad, derecho laboral, corrupción y la evasión fiscal, tanto que a veces se evocan supuestos "sistemas mafiosos", por ejemplo en el libro Terra Bianca de Giulio Milani.
Durante los años de su militancia, los activistas No Cav han sufrido diversas amenazas, ataques e intimidación.
Inquietante episodio de sabotaje al vehículo de Sandro Manfredi exponente de la Asamblea Permanente de Carrara y del Presidium Apuane del Grupo de Intervención Legal en 2018, afortunadamente sin graves consecuencias, tras el cual se organizó una demostración de solidaridad.
El 17 de febrero de 2021, el automóvil del presidente del Parque Natural Regional de los Alpes Apuanos, Alberto Putamorsi, se incendió en la noche. En mayo de 2020, la casa del presidente fue allanada como parte de una investigación sobre corrupción y contratos amañados conocida periodísticamente como el "Sistema Vagli" (del nombre de la ciudad de Vagli Sotto, en el centro de la investigación) y que también había dado lugar a la incautación de Cava Prispoli. Las sospechas por el incendio se dirigieron tanto hacia el mundo del mármol como hacia los ecologistas.
El Observatorio Mediterráneo de la Delincuencia Organizada y las Mafias, de la Fundación Caponnetto, en su informe de 2020 informa de la presencia en la provincia de Massa-Carrara de numerosos grupos de delincuencia organizada.

### Mala seguridad y numerosas muertes en el trabajo
La extracción de piedra en la cuenca de los Alpes Apuanos siempre ha sido una actividad de alto riesgo, que a lo largo de los siglos ha matado a cientos de vidas. Beniamino Gemignani en su libro La obra y sus mártires. En las canteras de Apuan y Garfagnana (Il lavoro e i suoi martiri. Nelle cave apuane e di Garfagnana, ISBN 9788871490588) elabora una lista de los numerosos accidentes mortales desde la época del Ducado de Módena hasta nuestros días, algunos de los cuales han implicado a numerosos trabajadores al mismo tiempo. Por ejemplo, en uno de 1864 hubo once muertos. La industrialización cada vez más acelerada del sector provocó una disminución de los accidentes mortales, que sin embargo siguieron siendo muy numerosos (22 muertos en 1965.)
En los años 2000 y 2010 promediamos un lesionado cada dos días (1258 entre 2005 y 2015) y una muerte por año. En cuanto a las canteras: una en 2006, una en 2007, una en 2010, una en 2012, dos en 2015, cuatro en 2016, ninguna en 2017, dos en 2018. En la cadena de suministro, por otro lado, hubo 1340 lesiones y tres accidentes fatales, entre 2006 y 2018, para un total de quince muertes en doce años, con un pico entre 2015 y 2016.
Según los datos recogidos por la autoridad local, entre 2006 y 2015 hubo una media de 102 accidentes al año en las canteras de Carrara; considerando que había 700-800 personas empleadas en los sitios de extracción, esto significa una incidencia de una persona lesionada por cada siete trabajadores. Según informa el Corriere della Sera, según la Lega dei Cavatori estos datos podrían estar falsificados a la baja debido al chantaje que empujaría a los trabajadores a no denunciar los accidentes.
Desde 2006, las lesiones no fatales disminuyeron, pero lamentablemente las lesiones fatales aumentaron. Sin embargo, desde 2021, año en que la Región Toscana interrumpió el programa especial de inspecciones de seguridad en las canteras, el número de accidentes no letales también ha comenzado a aumentar nuevamente.

## Metas y propuestas

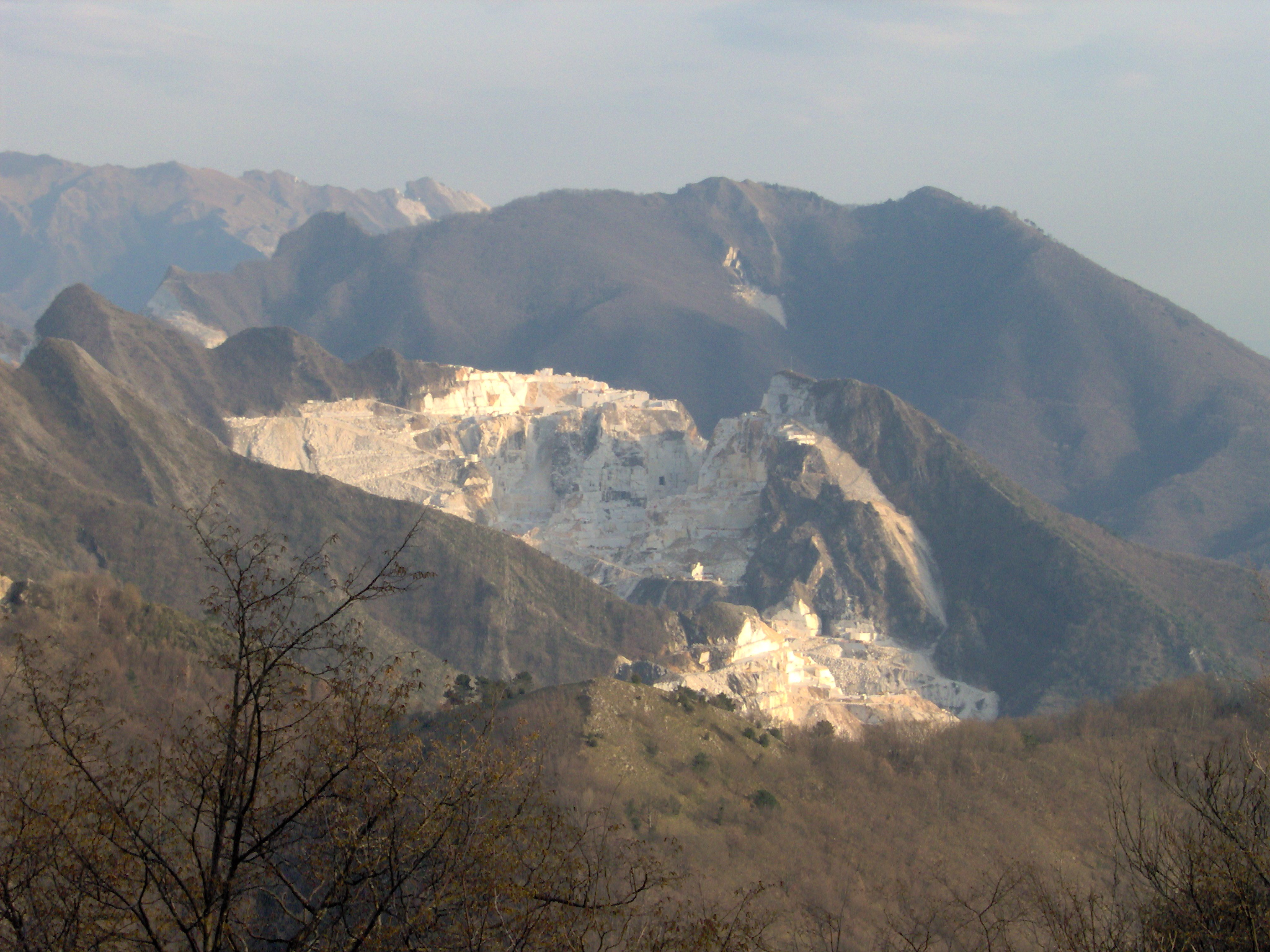
Las canteras vistas desde Campocecina, con la modificación irreversible de algunos picos.

Las posiciones de los diversos grupos No Cav convergen en la necesidad de protección ambiental de los Alpes Apuanos, por ejemplo mediante el establecimiento de un nuevo parque nacional o su fusión con el ya existente y contiguo Parque nacional de los Apeninos tosco-emilianos y, sobre todo, en el objetivo del cierre de las canteras de mármol.
La mayoría de los grupos, como Legambiente, C.AI., Salviamo le Apuane y otros, se fijaron como objetivo el cierre gradual de las canteras, a partir de las que se encuentran dentro del Parque Regional de los Alpes Apuanos, sin sobresaltos en el empleo, la inclusión de los Alpes Apuanos en un parque nacional, y la abolición de exenciones regionales para canteras. También buscan la mediación con los industriales y el diálogo con las fuerzas e instituciones políticas.
Por ejemplo, ya en 2010 Salviamo le Apuane había impulsado un plan articulado llamado "PIPSEAA" (Plan del Programa de Desarrollo Económico Alternativo para los Alpes Apuanos, Piano Programma di Sviluppo Economico Alternativo per le Apuane) para una transición económica gradual del territorio que le permitiera distanciarse del mármol sin choque de empleo. Luego, en 2016, junto con una agrupación de asociaciones, firmaron un documento titulado Manifiesto por los Alpes Apuanos (Manifesto per le Alpi Apuane), en el que se detallaba un plan de transición económica verde, para llevar al territorio Apuano a liberarse del suministro de mármol. cadena centrada en el turismo y la producción agroforestal.
Sin embargo, también hay posiciones minoritarias más intransigentes, que quisieran el rápido cierre de todas las canteras, incluidas las que se encuentran fuera del Parque Regional de los Alpes Apuanos.

## Cobertura mediática

### En Italia
Numerosos artículos han aparecido denunciando la situación ambiental de Apuan en medios nacionales, como Il Corriere della Sera, La Repubblica, Il Fatto Quotidiano, Huffington Post, Internazionale, Il Messaggero, Il Manifesto, Il Foglio, Libero, Adnkronos, Affaritaliani, L'Indipendente, VD News, Focus, The Journal of Art, Art, Artribune, Arte Magazine, Finestre sull'arte, Altraeconomia, GreenMe, Lifegate, y Nova Lectio. Incluso RAI en 2014 y 2015 se ocupó de la "excavación salvaje de los Alpes Apuanos" en un informe sobre TG1.

### Extranjero
En cuanto a la difusión internacional del caso No cav, también importantes medios extranjeros como Newsweek, Reader's Digest, The Guardian, Le Monde, Le Figaro, Deutsche Welle, Arte, TV Svizzera y SwissInfo han realizado encuestas sobre el daño ambiental de las canteras. En 2012 un artículo en Der Spiegel despertó gran interés en Alemania.

## El "desastre apuano" en la cultura de masas

### Cine y TV
- Cosa c'è sotto le nuvole (Qué hay bajo las nubes), documental de 2004 dirigido por Alberto Grossi presentado en el Festival de Cine de Trento[251]
- Aut Out, documental de 2010 dirigido por Alberto Grossi finalista[252] en el Festival de Cine de Trento[253]
- Anthropocene - The human age, docufilm canadiense de 2018 emitido en cines de todo el mundo, donde el de los Alpes Apuanos se encuentra entre los 43 grandes desastres ambientales contemporáneos,[254] y que ha dado visibilidad global a la causa No Cav.
- Cave Canem, documental de 2019 dirigido por Alberto Grossi sobre los impactos de la excavación en los Alpes Apuanos[255]
- Carie, un documental de 2020 dirigido por Achille Mauri, Marzio Nardi y Federico Ravassard (fotografía de Roberto Gianocca y Achille Mauri), al que también siguió una exposición, un fanzine y debates temáticos, centrados en el impacto paisajístico de las canteras Alpes Apuanos y su potencial reconversión en una perspectiva turístico-deportiva.[256]

En 2021, el canal de televisión Dmax creó el programa Uomini di Pietra, distribuido por Discovery+, relativo a la extracción de mármol en los Alpes Apuanos, y en particular en las canteras de la empresa Henraux Spa, suscitando críticas del mundo ecologista y del CAI, por considerarlo un comercial a favor de la "destrucción a expensas de la naturaleza". A finales de año, el estreno de la segunda temporada generó nuevas críticas.

### Libros
- Elia Pegollo, Emozioni apuane. Non solo marmo (Emociones apuanas. No solo mármol), Res Edizioni, 2003, ISBN 9788889048009. Libro fotográfico creado por un histórico activista No Cav para concienciar al público sobre el valor medioambiental de los Alpes Apuanos.
- Giulio Milani, La terra bianca. Marmo, chimica e altri disastri (La tierra blanca. Mármol, química y otros desastres), Laterza, 2015, ISBN 9788858119754. Sobre los impactos ambientales de las canteras y otras actividades industriales en Carrara y su presunta gestión ilegal.
- Piero Franco Angeloni, Gli anni bui della Repubblica. Aneddoti di vita professionale (Los años oscuros de la República. Anécdotas de la vida profesional), Booksprint, 2016, ISBN 9788824900829. Sobre una supuesta infiltración de la Cosa Nostra en territorio Apuano entre las décadas de 1980 y 1992, retomando las investigaciones iniciadas a principios de la década de 1990 por el juez Augusto Lama, y en las que colaboró el propio autor.
- Beniamino Gemignani, Il lavoro e i suoi martiri. Nelle cave apuane e di Garfagnana (El trabajo y sus mártires. En las canteras de Apuan y Garfagnana), Editrice Apuana, 2017, ISBN 9788871490588. Colección documentada de accidentes mortales en el trabajo ocurridos en las canteras de Apuan desde la época del Ducado de Módena hasta nuestros días.
- Gianluca Briccolani, L'altezza della libertà. Viaggio tra l'essenziale bellezza delle Alpi Apuane (El colmo de la libertad. Viaje por la belleza esencial de los Alpes Apuanos), Polistampa, 2018, ISBN 9788859618997. Relato fotográfico textual y autobiográfico centrado en la travesía de los Alpes Apuanos realizada en solitario por el autor y que contiene numerosas observaciones y amplias reflexiones sobre el fuerte impacto paisajístico y ambiental de las canteras apuanas.

### Arte
- Cave Hominem, un proyecto artístico de 2012 de la fotógrafa Raffaella Castagnoli, centrado en el impacto antrópico en los Alpes Apuanos y publicado en la revista LensCulture.[264]
- Apuan Carbonate (Carbonato de Apuan), proyecto artístico de 2015 del fotógrafo Andrea Foligni, centrado en la desaparición de los Alpes Apuanos transformados en carbonato de calcio para bienes de consumo. Estuvo entre los finalistas de los LensCulture Exposure Awards.[265]
- Whiter, un proyecto artístico de 2017 del fotógrafo Andrea Foligni, sobre la contaminación de polvo de mármol en los cursos de agua de Apuan. Fue finalista en los Sony World Photography Awards, sección Temas Contemporáneos, y fue exhibida en Londres.[266]
- White Gold, serie de fotografías de Luca Locatelli del ganador de los Sony World Photography Awards 2018.[267] Estas tomas fueron publicadas por el New York Times acompañando a un artículo sobre el mármol de Carrara que, aunque no abordaba directamente el tema del impacto ambiental y paisajístico de la excavación, enfatizaba la difusión global masiva del mármol de Carrara para usos en la construcción y ya no artístico.[268]
- Alpi Apuane, proyecto fotográfico de Primož Bizjak producido a partir de 2014 y expuesto en 2018 en el CAP (Centro Arti Plastici) de Carrara, relativo a la antropía de las canteras de Apuan.[269]
- Wolf Mountain, fotografía de Lorenzo Shoubridge (artista que en varias entrevistas se ha pronunciado en contra de las canteras)[270] que representa a los lobos de noche cerca de Monte Corchia[271] y ganadora del premio Wildlife Photographer of the Year en 2020.
- E se fossimo noi le Alpi Apuane? (¿Y si fuéramos los Alpes Apuanos?)[272] Proyecto narrativo y visual de Garfagnana Dream, ilustrado por Naomi Zanardo.[273]

## Críticas al movimiento No Cav

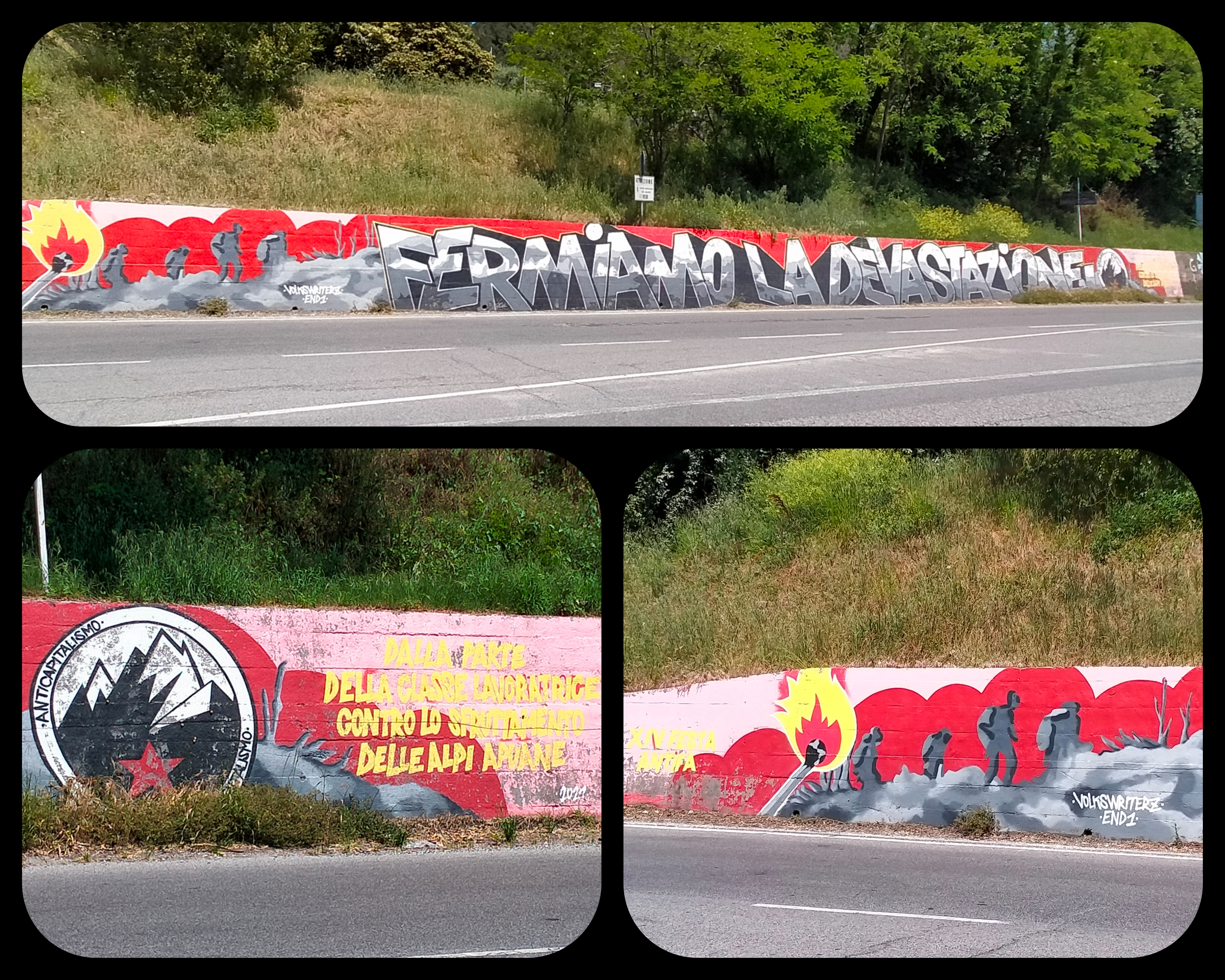
Mural anticapitalista No Cav a lo largo de la carretera estatal SS1 Aurelia cerca de Montignoso

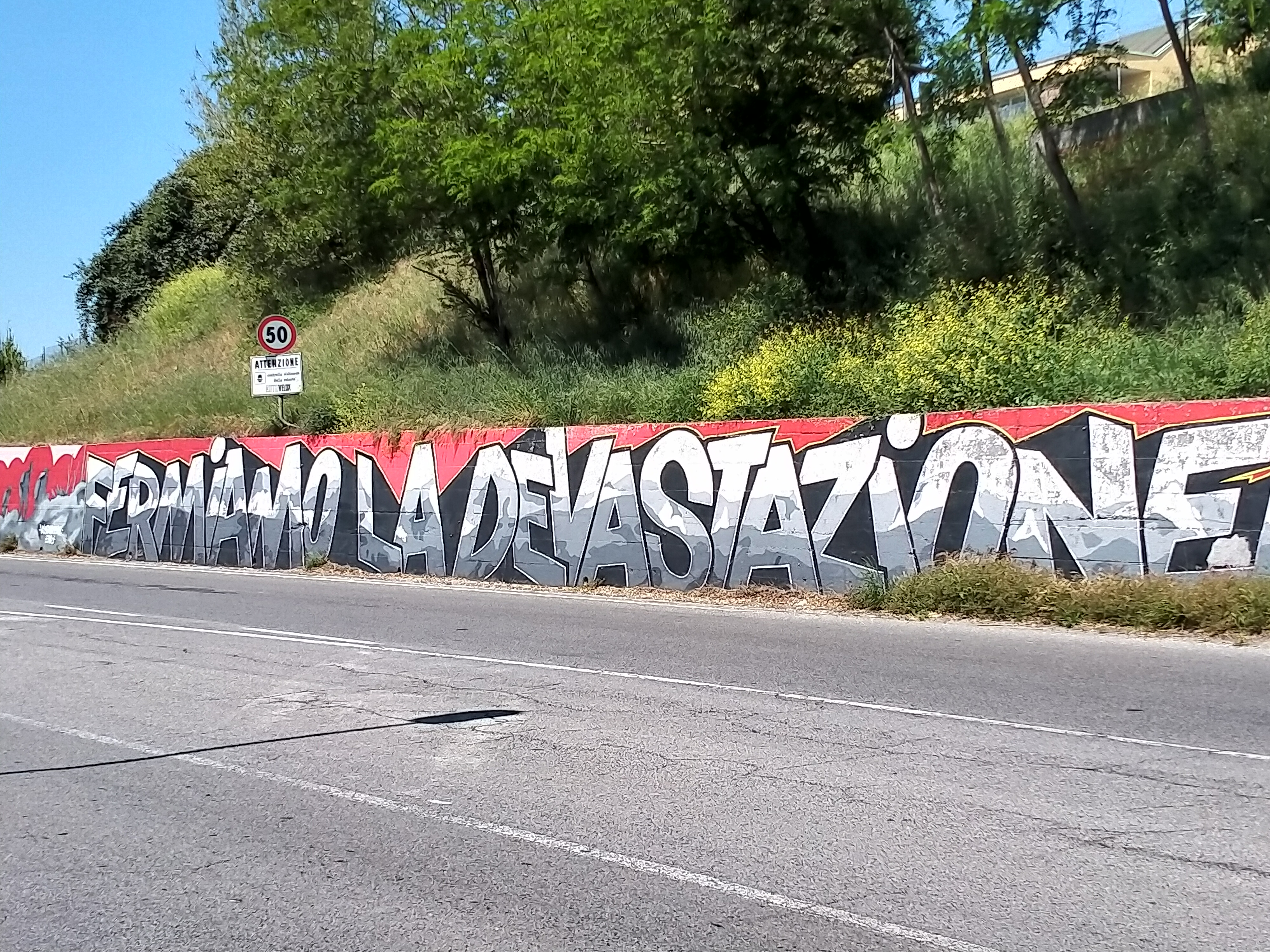
Detalle del mural No Cav de Montignoso

Confindustria, algunos sindicatos de canteros, algunos partidos políticos y administradores locales y personas a favor de la cantera han criticado a menudo el movimiento No Cav.
Entre estos, los más comunes se refieren al hecho de que las canteras generan riqueza y empleo que desaparecería si se lograran los objetivos de los No Cavs. Este último respondió presentando planes detallados de reconversión económica, destinados a mantener, si no incrementar, el empleo y la riqueza del territorio. Además, en muchas ocasiones han impugnado los datos presentados por los industriales acusándolos de realizar un "chantaje laboral" y de construir un "falso conflicto medio ambiente-empleo."
Otra crítica dirigida al movimiento es la de difundir información falsa o parcial. Los No Cavs respondieron a esta observación presentando dosieres detallados y sustanciales, a menudo elaborados en colaboración con expertos, como el Report Cave (Informe sobre las cuevas) de Legambiente.
Los partidarios de las canteras también creen que los No Cavs no respetarían la tradición y la identidad del territorio apuano, que siempre se ha dedicado a la extracción de mármol. Los No Cavs responden a esta crítica destacando cómo la extracción tradicional de mármol ha desaparecido desde hace décadas, en favor de la extracción industrial de hoy mucho más devastadora y que nada tiene que ver con la identidad histórica de los Alpes Apuanos.
En 2018, tras la difusión de un intercambio de correos electrónicos entre la histórica activista Franca Leverotti (miembro del GrIG y en ese momento presidenta de Italia Nostra) y algunos organismos públicos, un industrial del mármol la demandó por calumnias y difamación, pero el tribunal desestimó la demanda. proceso, argumentando que lo que ella relató correspondía a la verdad. También a raíz del mismo informe, el municipio de Vagli Sotto presentó una segunda denuncia contra ella, esta vez por daños a la imagen, con una solicitud de indemnización de 5,5 millones de euros. La solidaridad con él fue expresada por los manifestantes de No Cav frente a la corte. En 2022, al final de un largo juicio, el Tribunal Civil de Massa dictaminó que la demanda era infundada, condenando en cambio al exalcalde Mario Puglia y al municipio de Vagli Sotto a pagar 6 700 000 euros cada uno en concepto de costas judiciales.
El movimiento fue entonces acusado de crear un clima de odio hacia los canteros y las actividades extractivas y de no querer dialogar con la parte contraria, teniendo en ocasiones actitudes agresivas. Los No Cavs han rechazado estas acusaciones, afirmando que sería exactamente lo contrario. Al respecto, cabe señalar que en 2021 el movimiento Salviamo le Apuane planteó una hipótesis de mediación y solución del conflicto ambiental en los Alpes Apuanos, inmediatamente recogida por el partido Europa Verde.
En ocasiones, el movimiento también ha sido acusado de presuntos sabotajes y ataques ecoterroristas, insultos, amenazas, violación de la propiedad y otros delitos.
El 17 de febrero de 2021, el automóvil del presidente del Parque Natural Regional de los Alpes Apuanos, Alberto Putamorsi, se incendió en la noche. Dado que en mayo de 2020 la casa del presidente fue allanada como parte de una investigación sobre corrupción y contratos amañados conocida periodísticamente como el "Sistema Vagli" (del nombre de la ciudad de Vagli Sotto, en el centro de la investigación) y que también había dado lugar a la incautación de Cava Prispoli, las sospechas del incendio se dirigieron tanto hacia el mundo del mármol como hacia los ecologistas.
En agosto de 2021 hubo un presunto ataque a una cantera en Gorfigliano con algunos medios mecánicos incendiados en la noche; acto del que los ecologistas se distanciaron y sobre el que se está investigando.
Las acusaciones de acciones violentas o ilegales siempre han sido rechazadas por los No Cavs, quienes se solidarizaron con las víctimas.